# Pieter Bruegel
Pieter Bruegel starší ([bröchel]; mezi 1525 a 1530 – září 1569 Brusel) byl vlámský malíř, zakladatel dynastie umělců, jejichž vliv zasahoval až do 17. století. Maloval hlavně žánrové obrazy ze selského života zasazené do svébytně ztvárněných krajin, ale také biblické příběhy, alegorie a další. Je považován za nejvýznamnějšího nizozemského malíře 16. století.

## Život

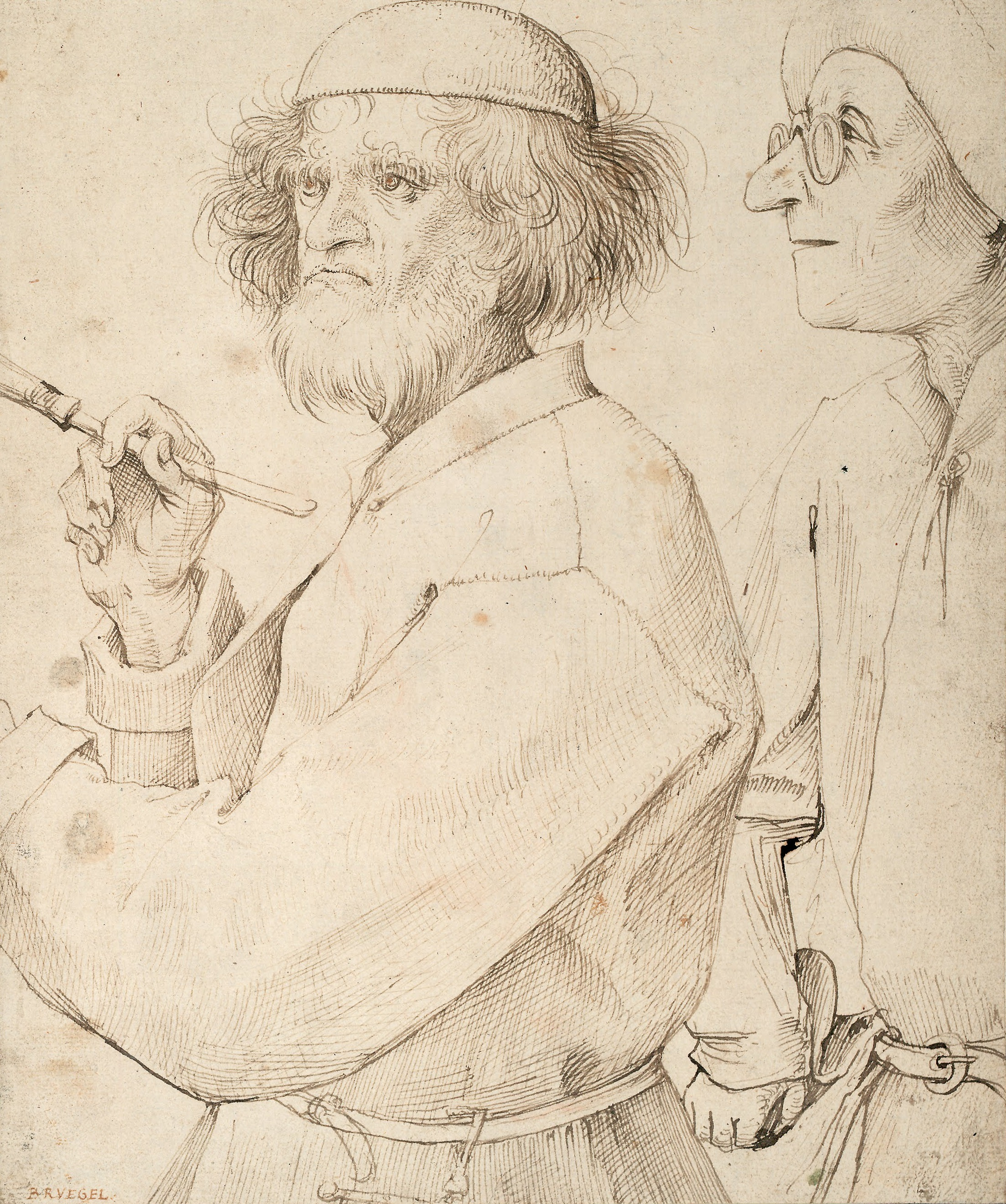
Detail z perokresby Malíř a znalec, vzniklé někdy mezi roky 1567–1569. Postava malíře se považuje za Breugelův autoportrét

Místo Bruegelova narození není písemně doloženo. Má se za to, že to bylo nizozemské město Breda.  Před rokem 1551, kdy zde byl přijat do malířského cechu svatého Lukáše, se usadil v Antverpách. Zde byl žákem Clauda Dorisi a Pietra Coecka van Aelst, malíře císaře Karla V. Důvody jeho cesty po Itálii uskutečněné v letech 1551 nebo 1552–1555 mohly ležet jak v dočasné nouzi o zakázky, tak ve snaze seznámit se s italským uměním. V Antverpách v té době připadal jeden malíř asi na 250 obyvatel. Kresbami je doložen jeho italský pobyt v Římě, Neapoli, Messině, Reggio di Calabrii, Palermu a Fondi. Jedinou olejomalbou, inspirovanou italským pobytem, je Pohled na Neapol, namalovaný mezi roky 1558 a 1562. Mnohem větším dojmem na něj zapůsobil přechod Alp. Bruegelův první životopisec Karel van Mander napsal: „V Alpách do sebe Bruegel pohltil všechny ty hory a skály, a když se vrátil domů, vyvrhl je na svá plátna.“ Zřejmě do počátku 50. let 16. století lze datovat Breugelovu spolupráci s Hieronymem Cockem, rytcem a nakladatelem rytin. Pro jeho podnik „U čtyř větrů“ nakreslil po návratu z italské cesty předlohy k několika cyklům rytin. Do roku 1559 se podepisoval Brueghel tak jako všichni jeho potomci, pak ale vynechal ze svého příjmení „h“ a začal se podepisovat jako Bruegel. Roku 1563 se oženil s dcerou svého bývalého učitele Marií Coecke van Aelstovou a přestěhoval se do Bruselu. Soudobé prameny (Mander) uvádějí, že se tak stalo na přání tchyně, která ho chtěla vymanit z vlivu jeho služky, se kterou dlouhá léta žil. Pravděpodobnější je, že chtěl mít blíže ke kardinálu Granvellovi, předsedovi nizozemské státní rady, který byl jeho protektorem. Bruegelovým se narodili dva synové – rovněž velmi talentovaní malíři: Jan Brueghel starší a Pieter Brueghel mladší. Literatura se v určení přesného data Breugelova úmrtí v roce 1569 rozchází. Nejčastěji se uvádí 9. září, objevuje se také datace 18. září nebo 5. prosince. Pohřben je v Bruselu, v kostele Kapellekerk.

## Dílo
Závěrečná část Breugelova díla vznikala v době, která byla pro Nizozemsko pohnutá. V severních provinciích vypuklo povstání proti španělské nadvládě. Roku 1563 odmítli Nizozemci zaplatit královské pokladně vyšší daně, v roce 1566 vyvolali protestanti obrazoborecké bouře. O rok později jmenoval španělský král Filip II. místodržícím severních provincií vévodu z Alby, který nastolil vůči protestantům tvrdý kurz. V roce 1568 byli vůdci povstání, Lamoraal Egmont a admirál van Hoorn popraveni. Tyto události nalezly v Breugelově díle odezvu.
Bruegelovy obrazy, ať už s biblickými nebo světskými náměty, zachycují život na vsi a v krajině a jsou odlišné od soudobé italské tvorby. V Breugelově pojetí je člověk součástí přírody. Jeho konání sleduje bez patosu a idealizace, ve všech možných podobách jeho činnosti. V jeho charakteristikách zobrazovaných postav najdeme jak shovívavost, tak břitkou kritiku. Breugelovy výjevy z venkovského života ilustrují jeho přesvědčení o světě obráceném vzhůru nohama či naruby, o době vymknuté z kloubů. Důležitou součástí jeho obrazů je krajinomalba. Dokázal jedinečně zachytit atmosféru přírody. Velmi rád maloval rozlehlé, do daleka se táhnoucí krajiny s biblickými či mytologickými příběhy, tvořícími ale okrajovou část děje. Vytvořil velké množství předloh k satirickým mědirytinám, mezi nejznámější patří série Sedm smrtelných hříchů a Sedm ctností (1557). Významnými sběrateli jeho obrazů byli Habsburkové. Rudolf II. shromáždil rozsáhlou kolekci jeho obrazů.
Do dnešní doby se zachovalo 43 Bruegelových autentických olejomaleb a temper, z toho 14 v Uměleckohistorickém muzeu ve Vídni. Pocházejí právě ze sbírek Rudolfa II. Neznámý počet dalších se ztratil. V České republice je k vidění malba Senoseč z cyklu Ročních období či Měsíců ve sbírkách rodiny Lobkoviců v Lobkovickém paláci na Pražském hradě.

## Vybraná díla

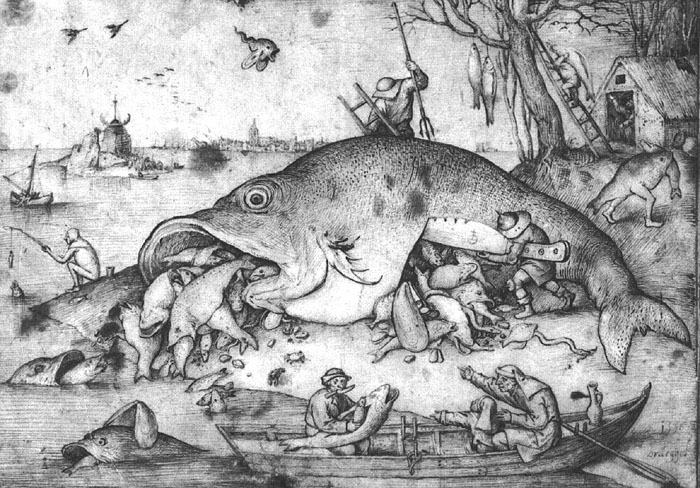
Velké ryby polykají malé ryby, kresba, 1556

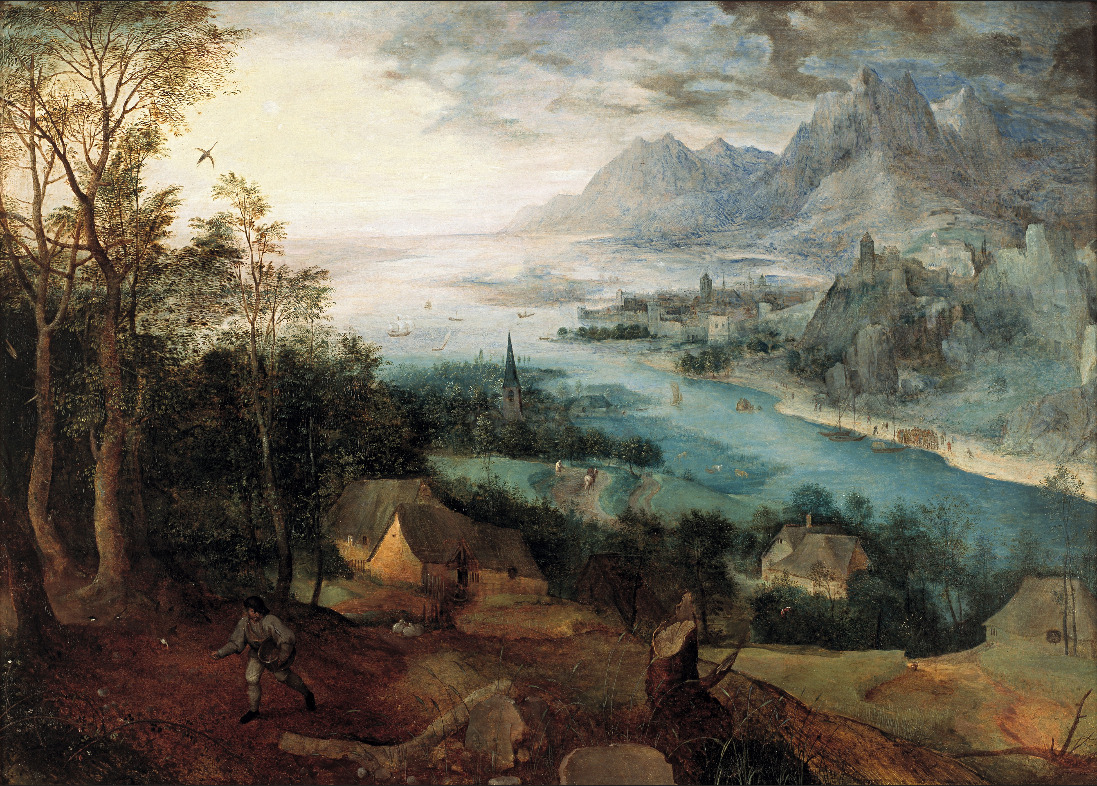
Krajina s podobenstvím o rozsévači, 1557

Stavba babylónské věže, 1563

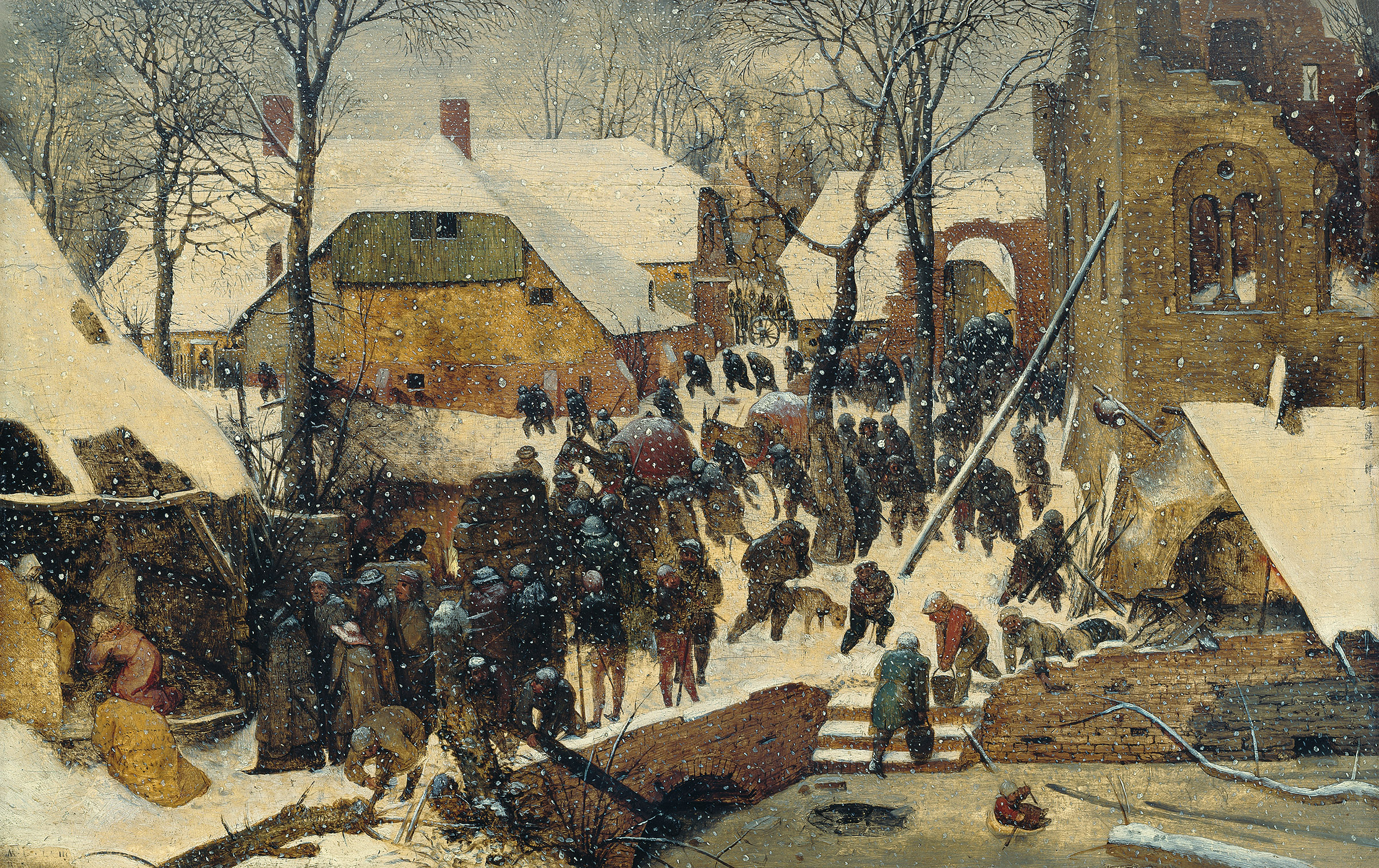
Klanění Tří králů ve sněhu (1567)

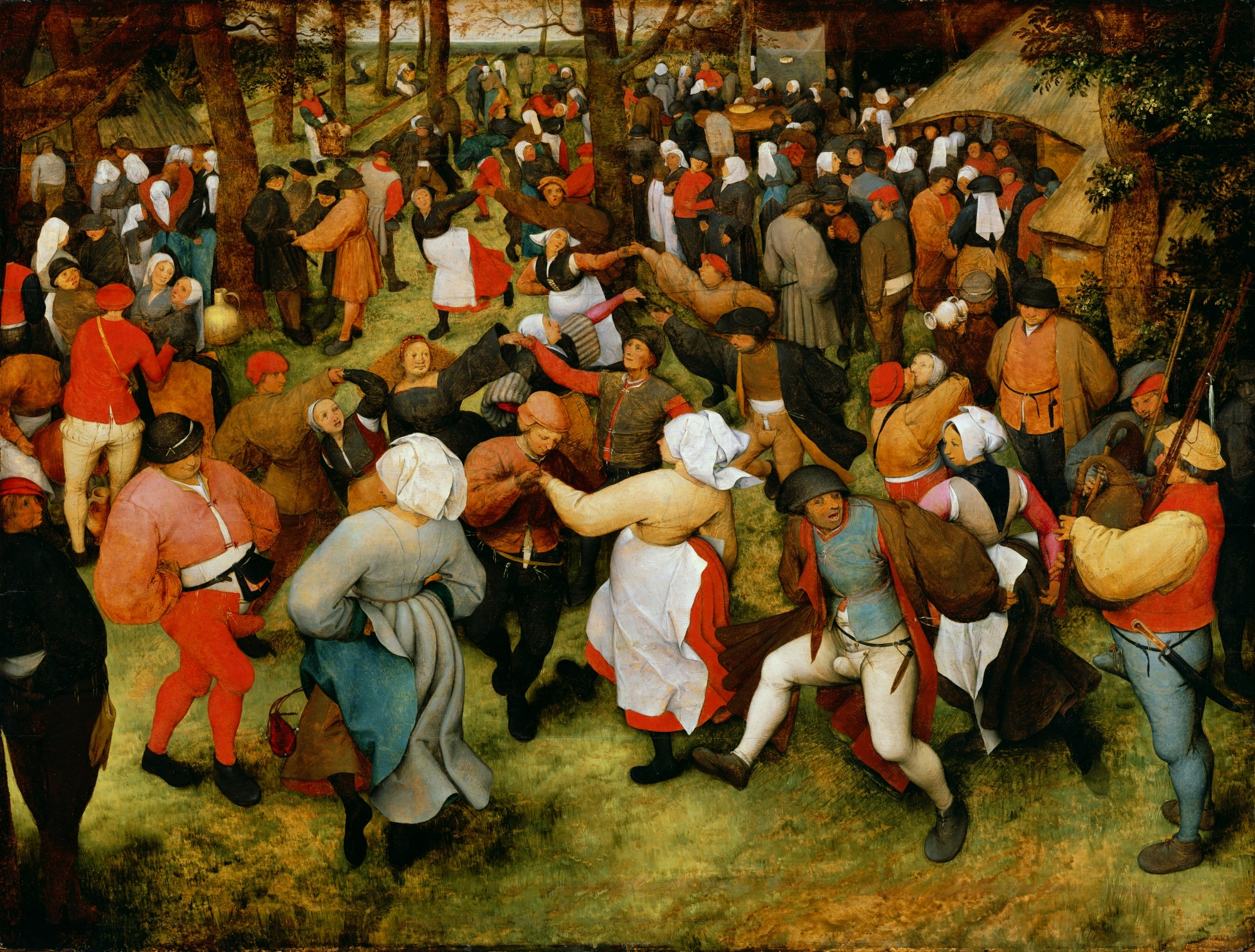
Svatební tanec v přírodě, (1566)

- Velké ryby polykají malé ryby, 1556, kresba, Grafická sbírka Albertina Vídeň
V této kresbě Bruegel záměrně vychází z Boschových motivů (hybridi, gigantické stvůry).[8] Hieronymus Cock vydal o rok později (1557) rytinu podle Brueghelovy kresby stejného názvu, na kterém je doslovně slavné přísloví.[9] Aby zvýšil prodejnost rytiny, uvedl na ní jako autora právě Bosche.[10]
- Krajina s podobenstvím o Rozsévači, 1557, olej na dřevě, 70,2 × 102 cm, San Diego, Timken Art Gallery
Ukázka jedné z Bruegelových alegorií. Postava v levém dolním rohu je biblický Rozsévač. Obraz se odvolává na podobenství o rozsévači v Matoušově evangeliu (Matouš 13, 1–9).
- Nizozemská přísloví, 1559, olej na dřevě, 117 × 163 cm, Gemäldegalerie Berlin
Na tomto obraze Bruegel zobrazil najednou více než 100 nizozemských přísloví. Také bývá chápán jako zobrazení lidské hlouposti.
- Babylonská věž, 1563, olej na dřevě, 114 × 155 cm, Uměleckohistorické muzeum Vídeň
Bruegel namaloval dvě verze tohoto obrazu. Druhá, menší, z téhož roku visí v galerii v Rotterdamu. Roku 1566 byl majetkem antverpského obchodníka Nicolase Jonghelincka. Později získal obraz Rudolf II. „S názorností kubistického malíře nám dává Breughel pohlížet zároveň na vnějšek i vnitřek stavby, kterou tu poznáváme z různých pohledů.“[11]
- Lovci ve sněhu, 1565, olej na dřevě, 117 × 162 cm, Uměleckohistorické muzeum Vídeň
Součást cyklu Měsíců nebo Ročních období. Pravděpodobně se jednalo o cyklus 6 obrazů, do dneška se jich dochovalo pět: tři jsou ve Vídni, jeden v Praze a jeden v New Yorku. Roku 1566 byly majetkem antverpského obchodníka Nicolase Jonghelincka. Bruegel zde dokázal jedinečně zachytit atmosféru chladu a pošmournosti. Na zamrzlém rybníku bruslí venkované, hory v pozadí jsou odrazem Brueglova přechodu Alp.
- Žně, 1565, olej na plátně, 118 × 163 cm, Metropolitní muzeum umění, New York
Další obraz z cyklu Měsíců. Vyzařuje z něj atmosféra parného srpnového dne. Je založen na kontrastu masivního lánu obilí v popředí a vzdáleného údolí se vsí, která se ztrácí v oparu. Zlatá barva obilí vůči sytě zelené barvě vegetace v pozadí je dalším kontrastem. Vedrem zmožený venkovan usnul pod stromem s otevřenými ústy, parno vystihuje i postava shrbeně kráčejícího muže se džbánem.
- Svatební tanec v přírodě, 1566, olej na dřevě, 119 × 157, The Detroit Institute of Arts, Detroit
Než byl obraz v roce 1941 restaurován, pochybovalo se o jeho pravosti. Motivy nespoutaného, divokého tance ve spojení s hrou dudáka symbolizují nestoudnost a hřích. Nevěstina korunka je zavěšena vzadu na plátně, před nímž je stůl s nádobou na peněžní dary novomanželům.
- Sčítání lidu v Betlémě, 1566, olej na dřevě, 115,5 × 164,5 cm, Musées royaux des Beaux-Arts de Belgique, Brusel
Bruegel umístil biblický děj na odpolední nizozemskou náves pokrytou sněhem. V popředí vlevo bylo poraženo prase, v hostinci se podává alkohol. Vzadu se děti kloužou na zamrzlé řece. V popředí vede Josef osla, na němž sedí Marie. Jsou součástí děje, jejich postavy se měřítkem ani ztvárněním nijak neliší od ostatních. Obraz se vztahuje k líčení Lukášova evangelia (Lukáš 2,1–5).
- Klanění Tří králů ve sněhu, 1567, tempera na dřevě, 35 × 55 cm, Winterthur, sbírka Oskara Reinharta
V centru obrazu není biblická událost, která je umístěna k levému okraji obrazu, navíc částečně skryta za padající sníh. Hlavním námětem je prožívání zimy na nizozemském venkově. Jedná se zřejmě o první zobrazení padajícího sněhu v evropském malířství.
- Straka na šibenici, 1568, olej na dřevě, 45,9 × 50,8 cm, Hessisches Landesmuseum, Darmstadt
Zde Breugel malířsky cituje dvě nizozemská přísloví: „Kadit pod šibenicí“ a „Tančit pod šibenicí“. První z nich symbolizuje defekující chlapec v levém dolním koutě obrazu, druhé trojice bezstarostně tančících dětí. Obě přísloví měla podobný význam: Být statečný, nebát se autorit. Mistrovsky je opět podána krajina v levém plánu s vesnickou návsí, nad níž se tyčí mohutný hrad, vpravo dole věrné vyobrazení mlýna. Nad úrodnou nížinou v zadním plánu se zdvíhají vysoké hory.
- Slepý vede slepé nebo také Podobenství o nevidomých, provedený psinkou[ujasnit] na plátně, měří 86 cm × 154 cm, a je součástí sbírky Museo di Capodimonte v italské Neapoli. Obraz zachycuje průvod šesti slepých, znetvořených mužů. Procházejí po cestě ohraničené řekou na jedné straně a vesnicí s kostelem na straně druhé. Vůdce skupiny spadl na záda do příkopu, a protože jsou všichni spojeni svými štáby, zdá se, že s sebou stáhne své společníky. V pozadí stojí pastevec.
- Dětské hry, 1560; 118 × 161 cm olej na dřevěné desce, Kunsthistorisches Museum, Vídeň. Na obraze můžeme napočítat více než 230 dětí. Jsou však oblečeni jako dospělí, a mnohdy se je ve svých hrách snaží napodobit. Každá skupinka dětí se účastní nějaké v Brueghelově době známé hry, kterých je zde vyobrazeno 92. Jedinou dospělou osobou je zde žena stojící ve dveřích velké budovy v pravé horní části obrazu a která na peroucí se chlapce vylévá džber vody.[12]

## Odkaz v lidové kultuře
Od jeho jména bylo odvozeno české slovo brajgl. Důvodem se pravděpodobně stala zdánlivá chaotičnost v jeho obrazech zobrazujících život na venkově.

## Galerie

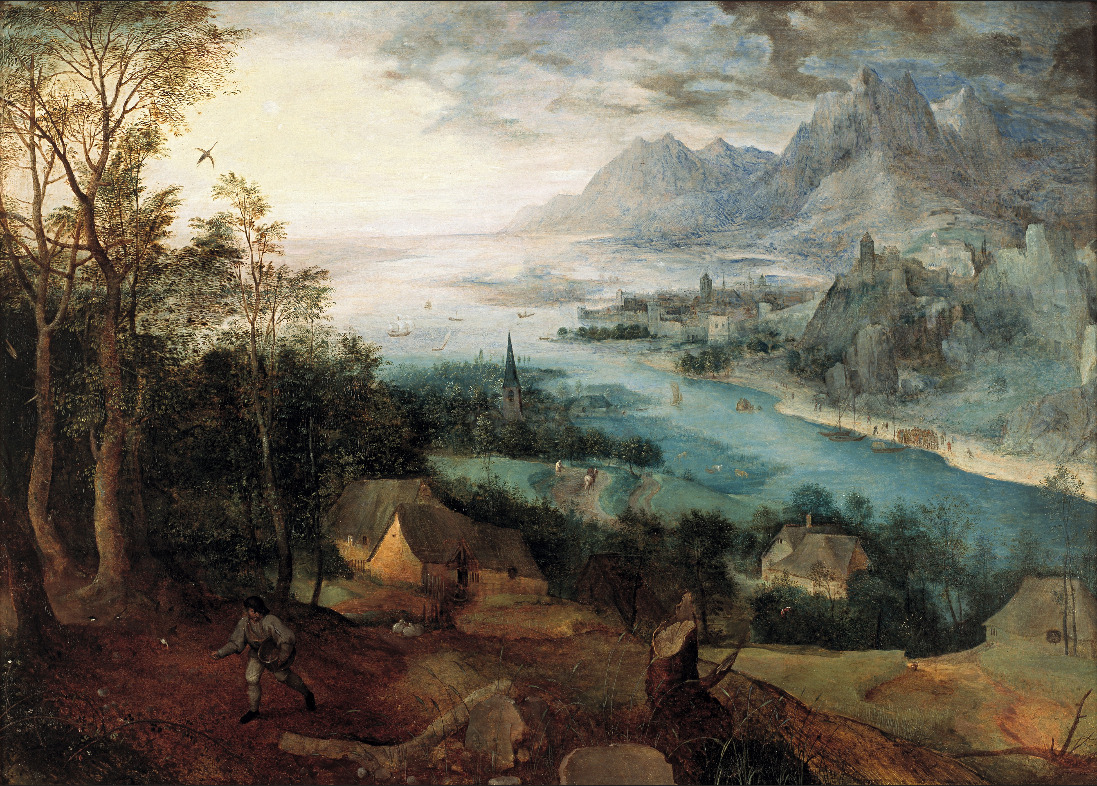
Krajina s rozsévačem (1557)
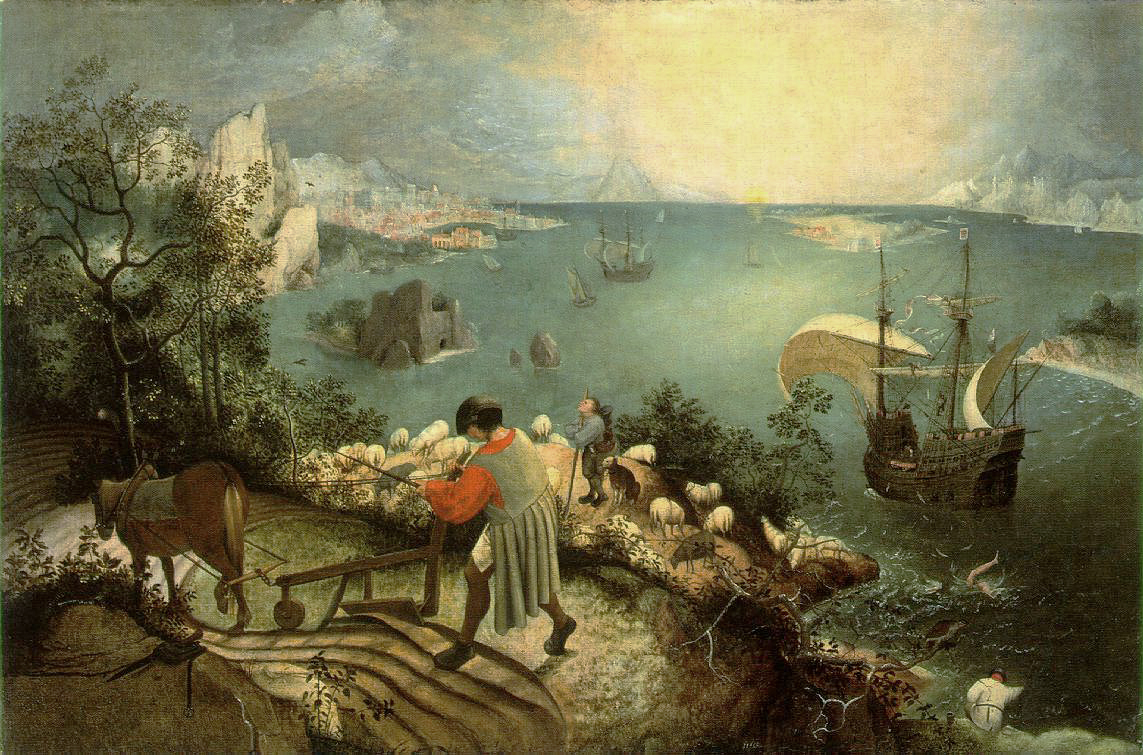
Ikarův pád (asi 1558)
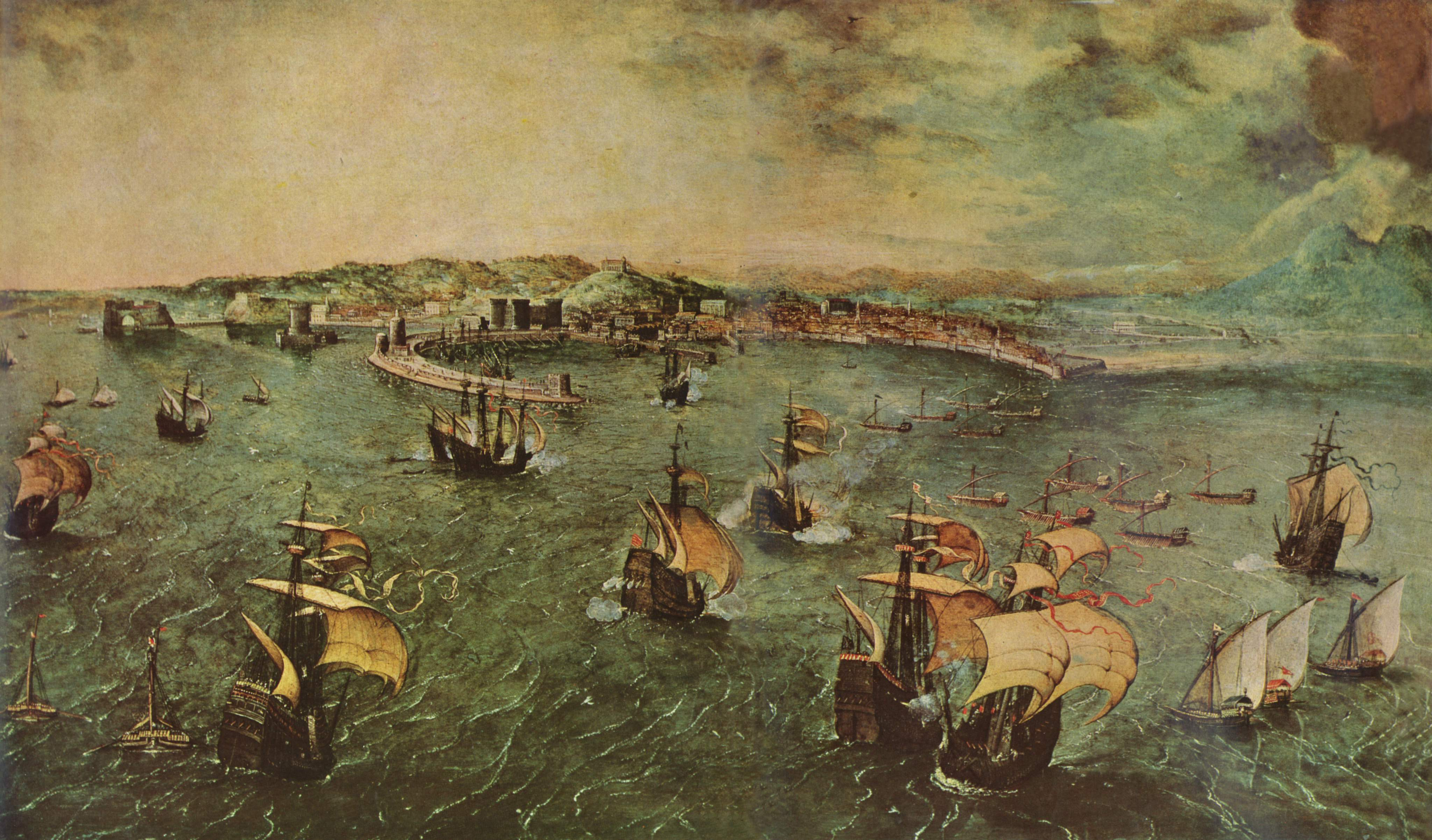
Pohled na Neapol (asi 1558)
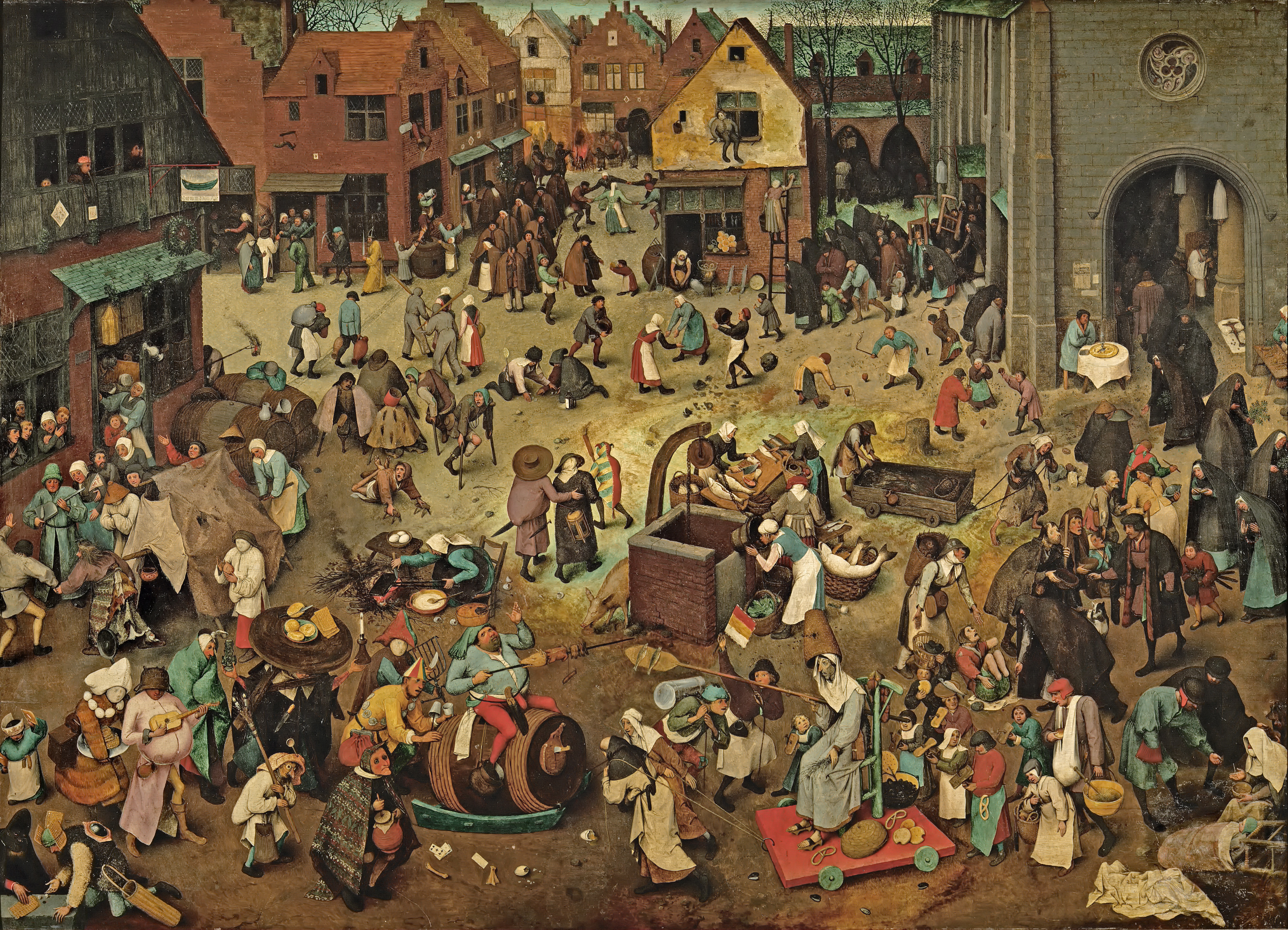
Zápas masopustu s půstem (1559)
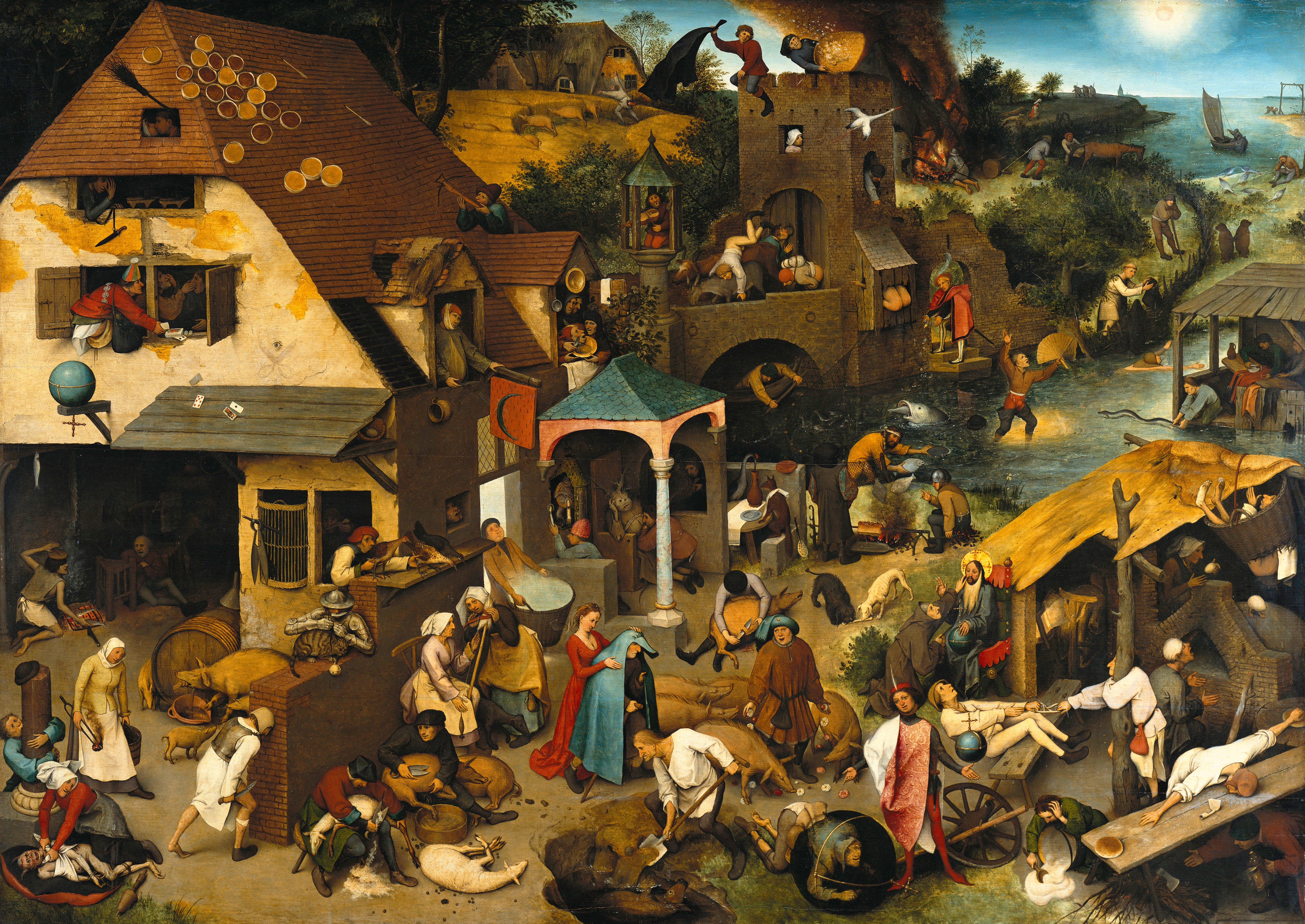
Nizozemská přísloví (1559)
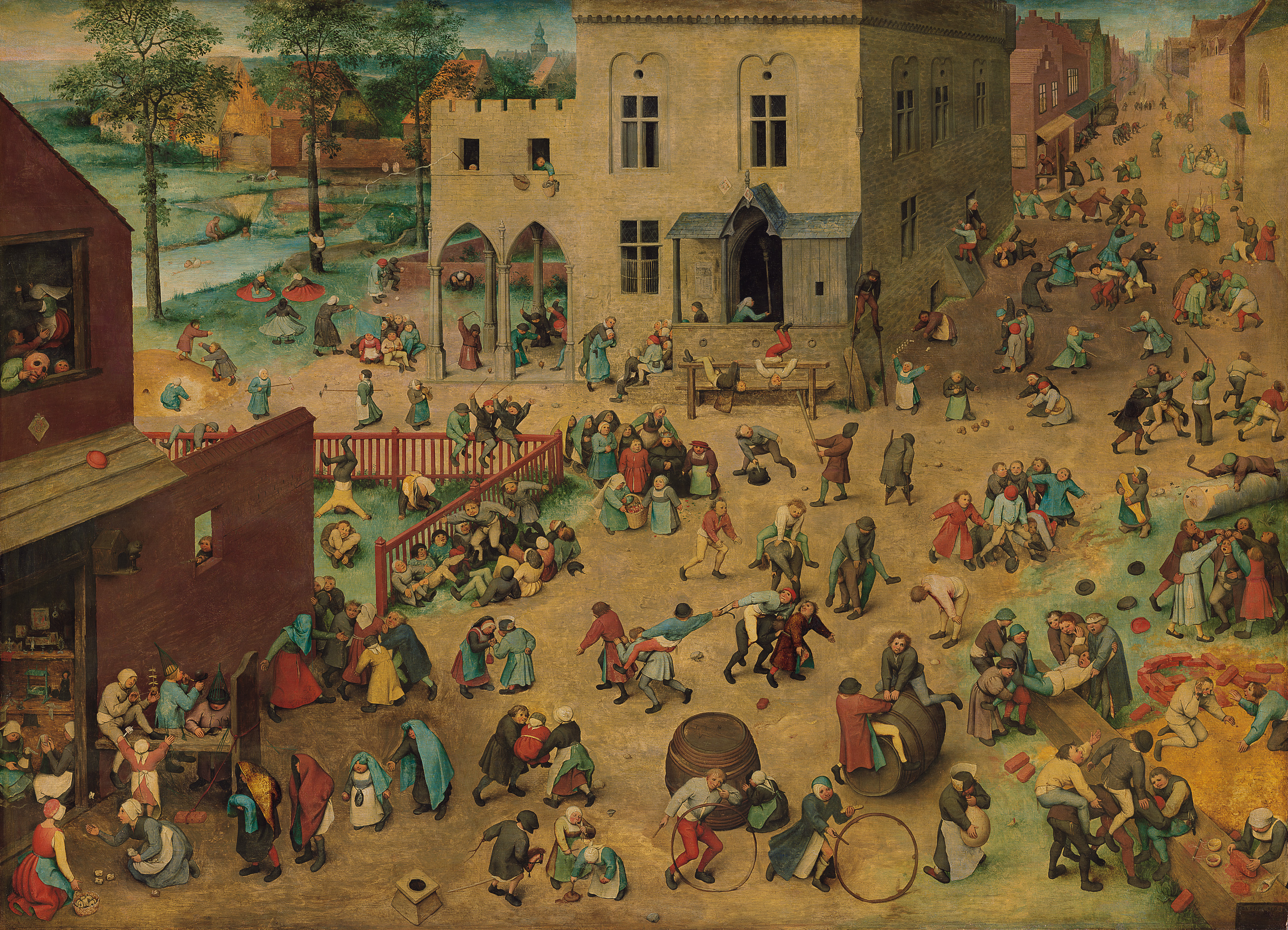
Dětské hry (1560)
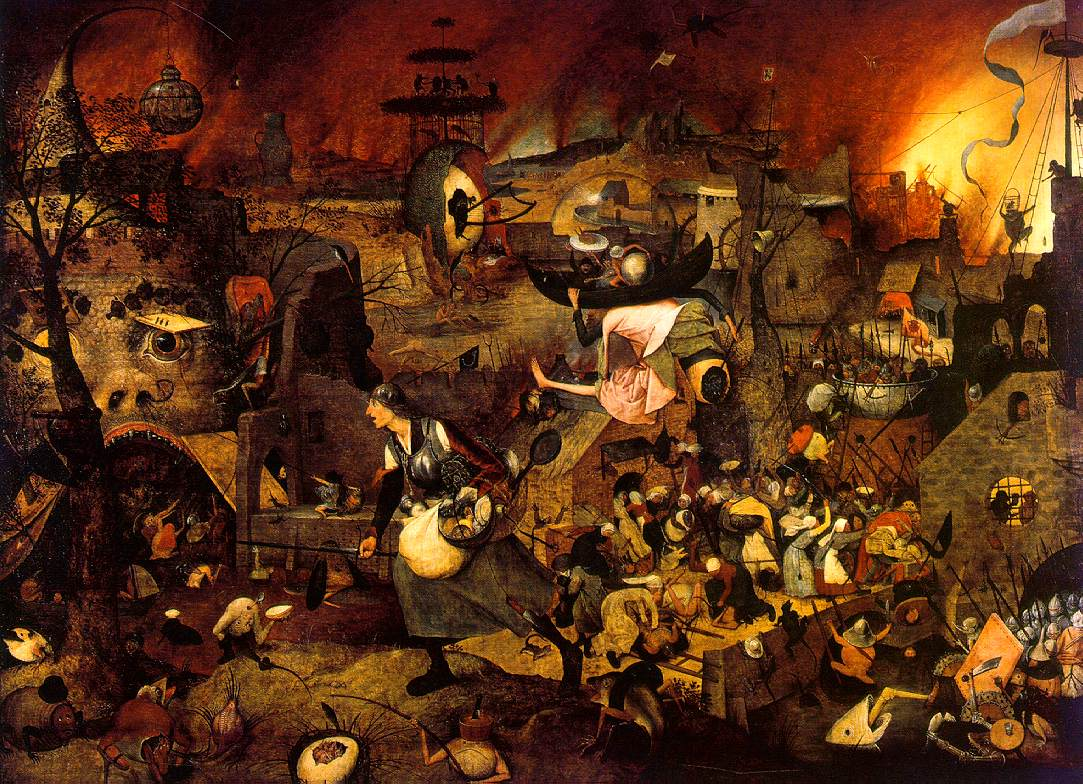
Bláznivá Markéta (1561)
Pád andělů (asi 1562)
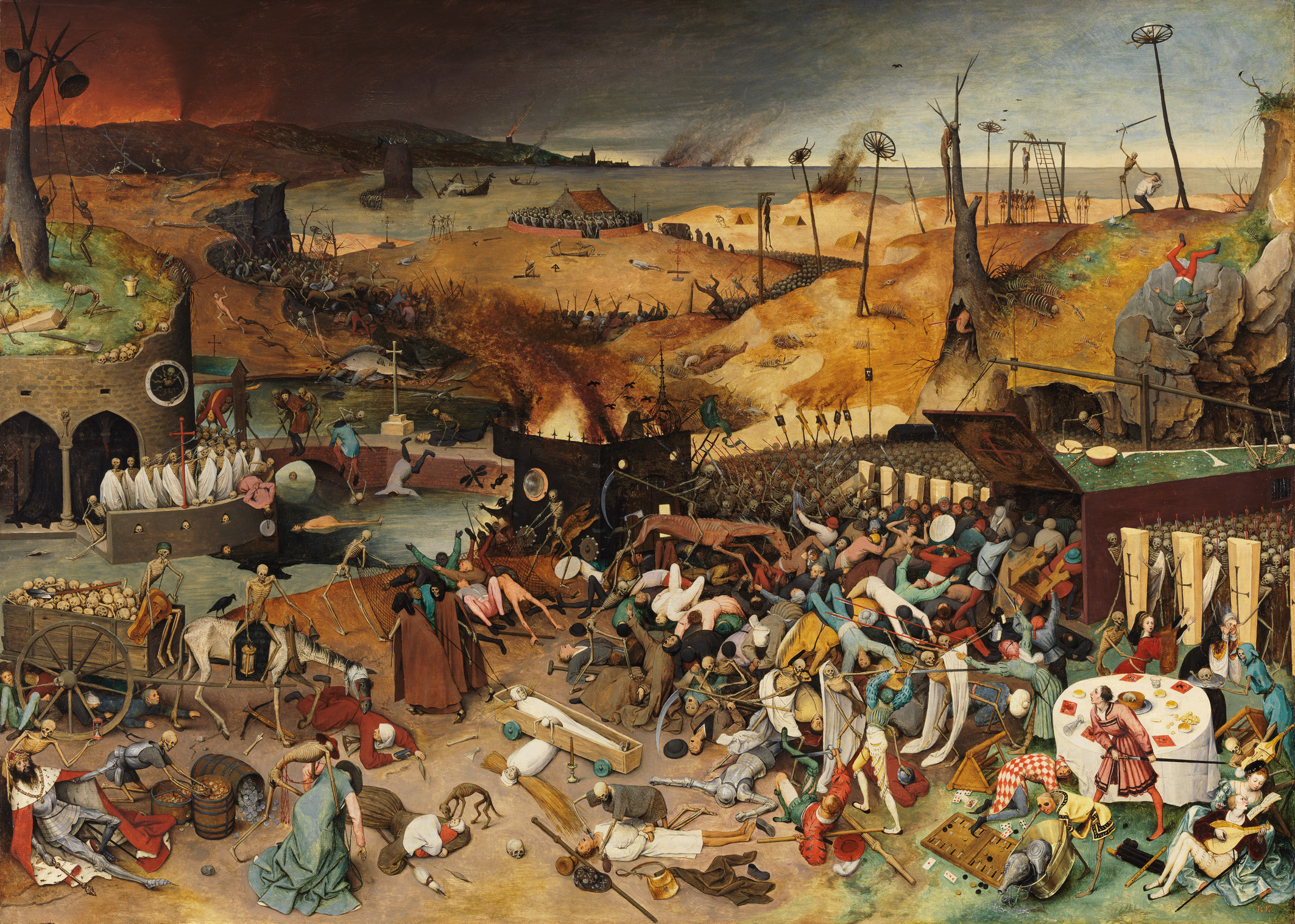
Triumf smrti (asi 1562)
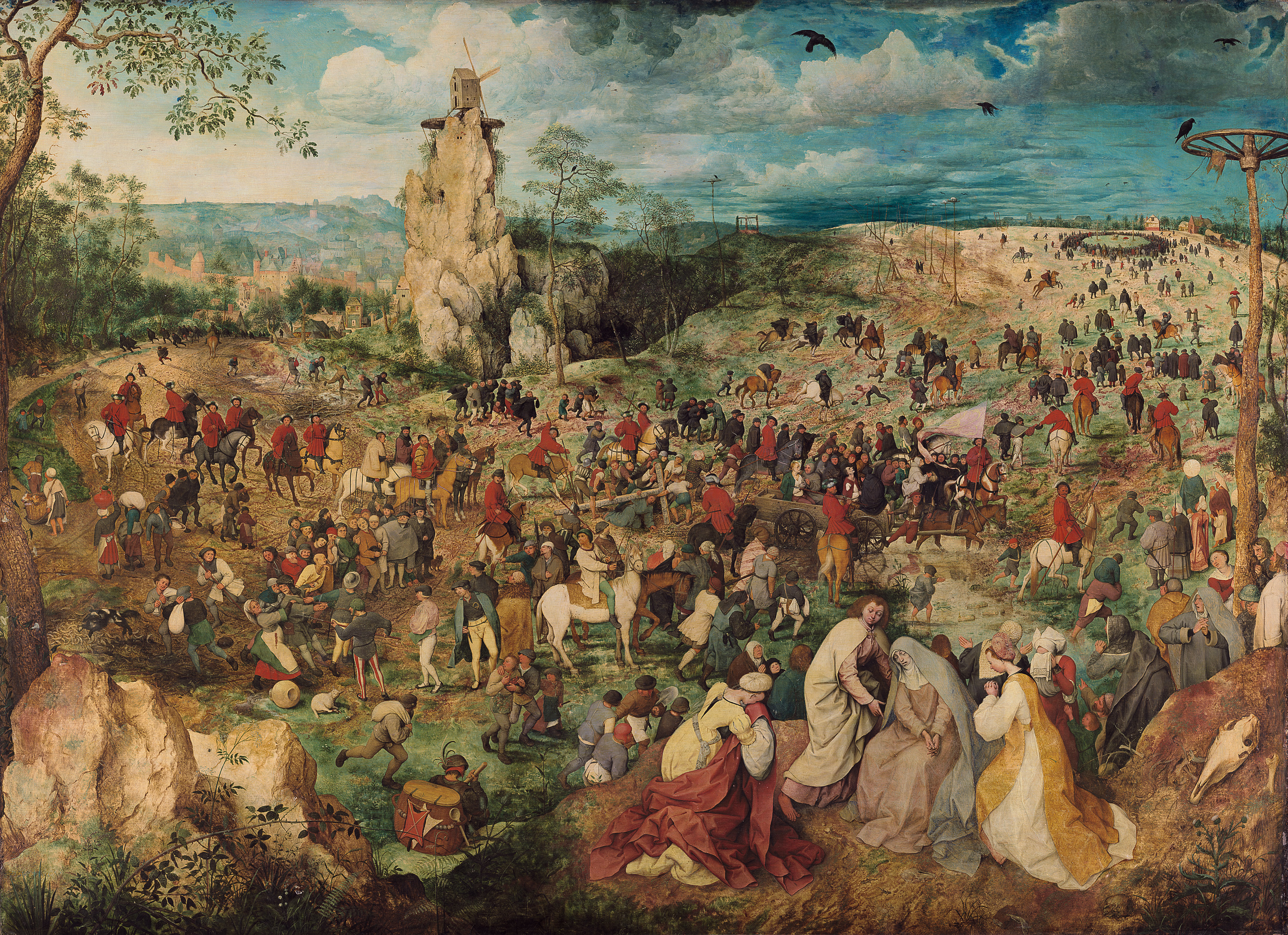
Nesení kříže (1564)
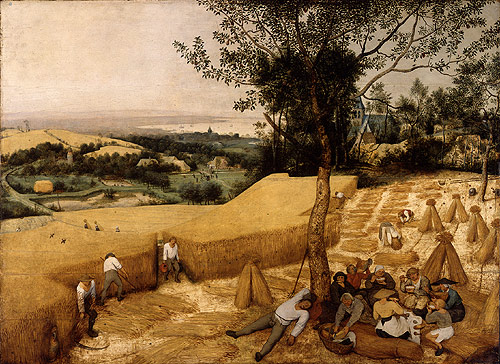
Žně (1565) z cyklu Měsíců
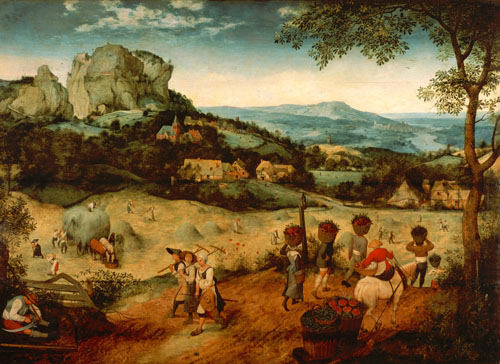
Senoseč (1565) z cyklu Měsíců
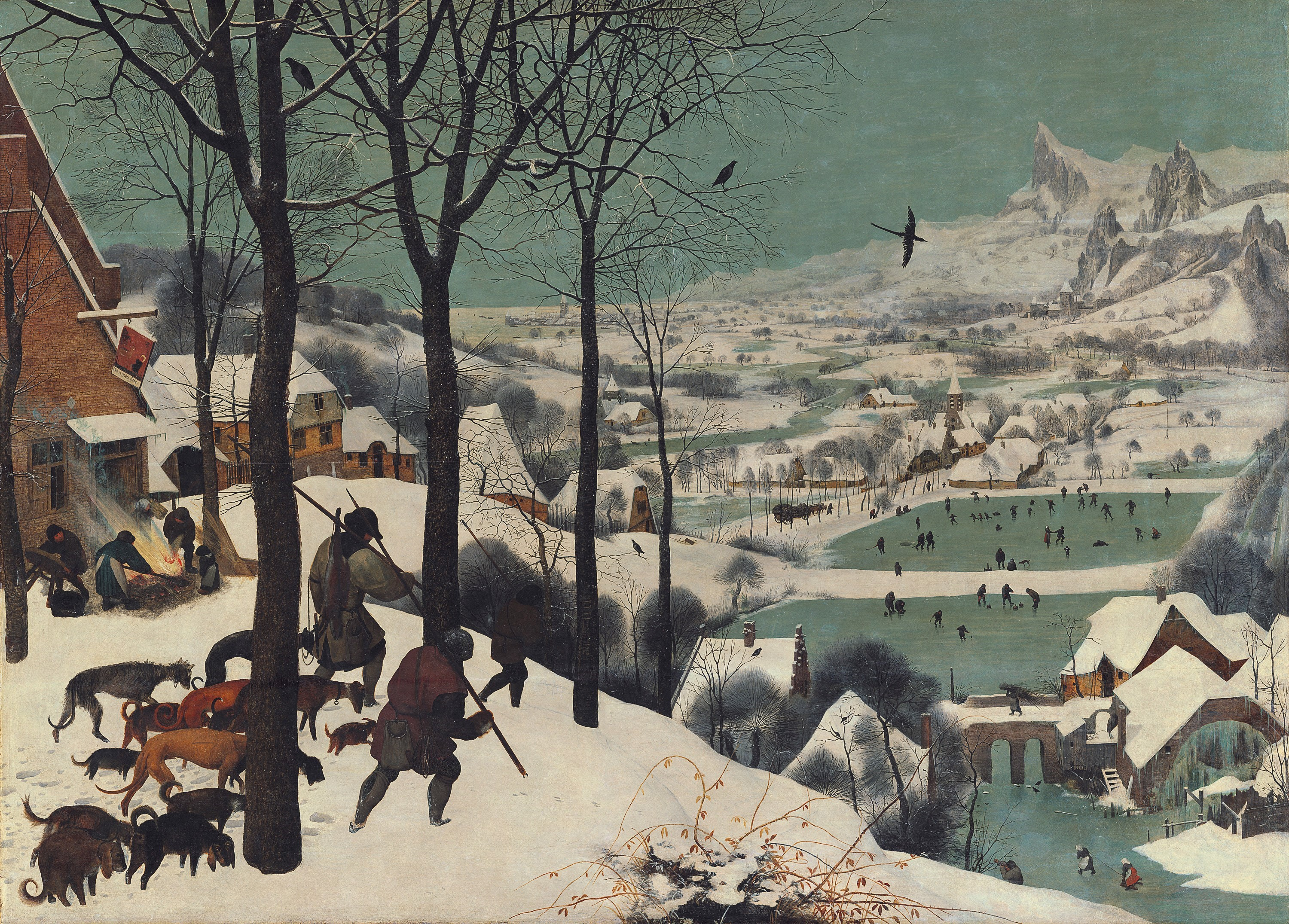
Lovci ve sněhu (1565) z cyklu Měsíců
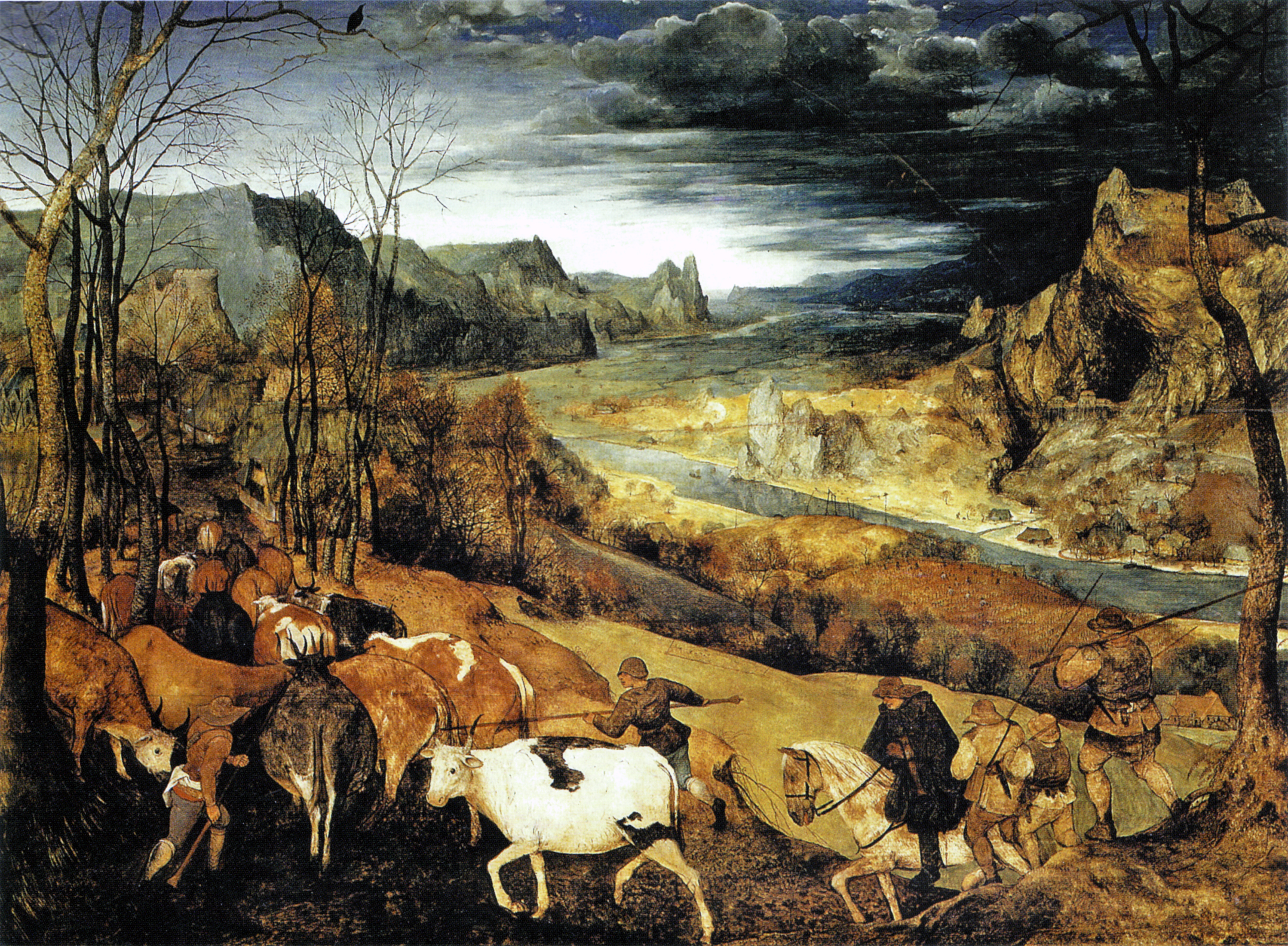
Návrat stáda (Podzim) (1565) z cyklu Měsíců
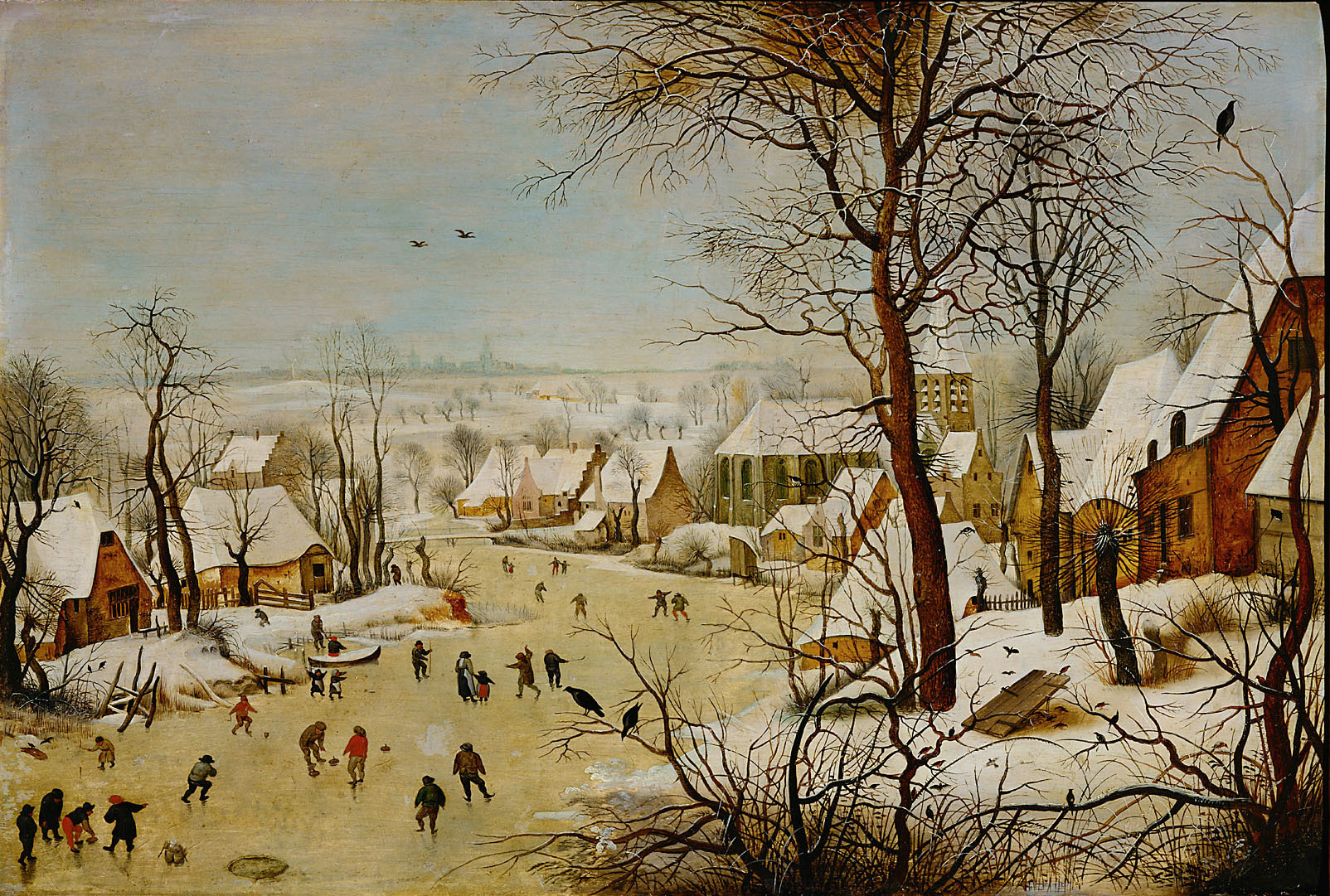
Zimní krajina s pastí na ptáky (1565)
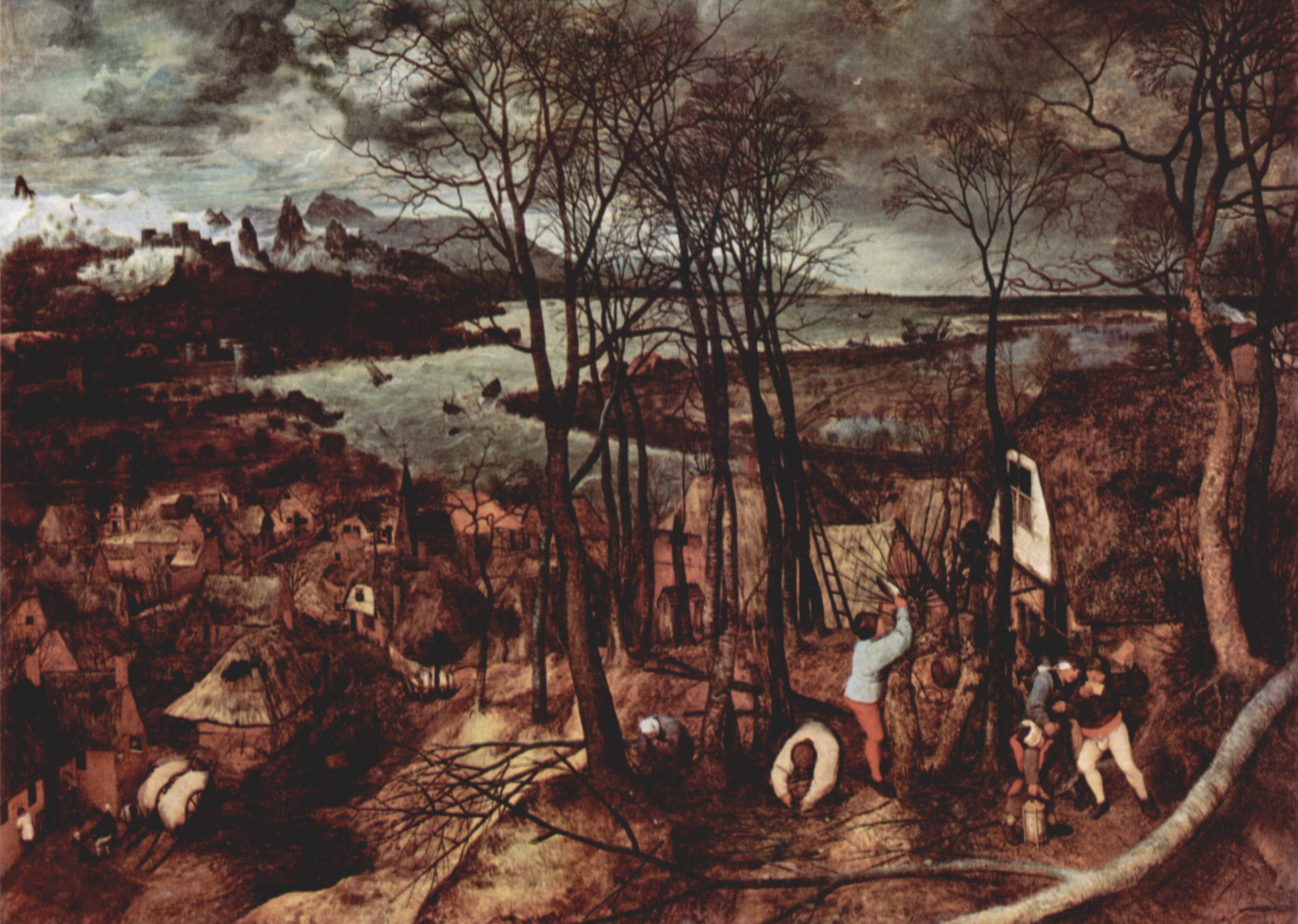
Pochmurný den (1565)
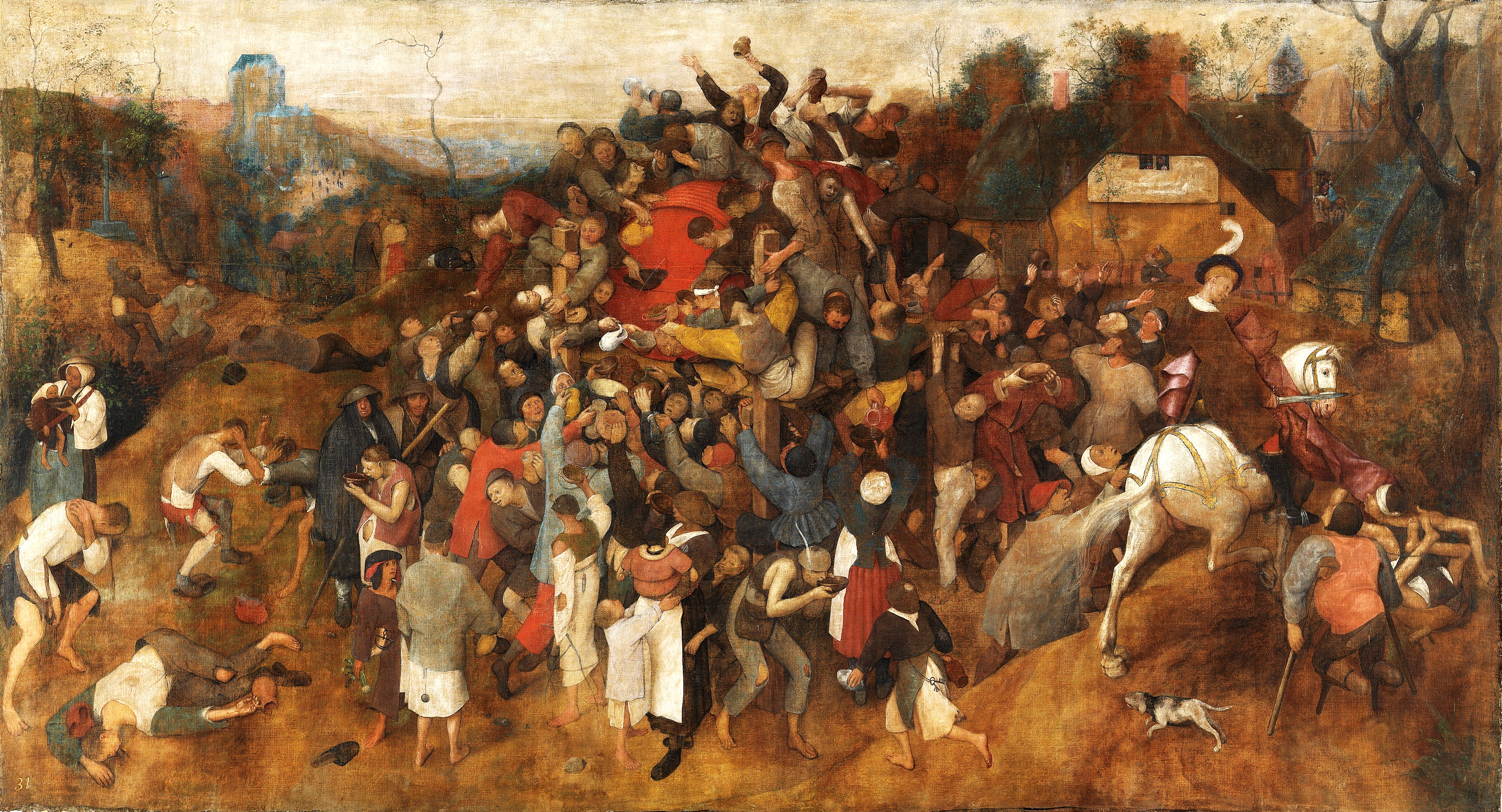
Víno na svátek svatého Martina (asi 1565–1568)
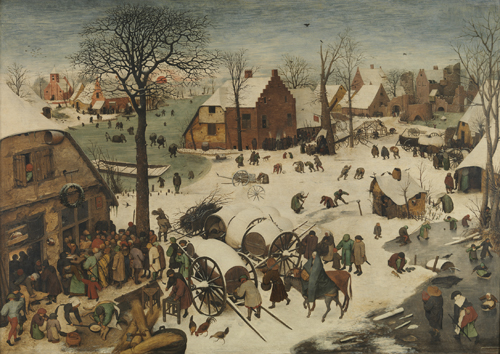
Sčítání lidu v Betlému (1566)
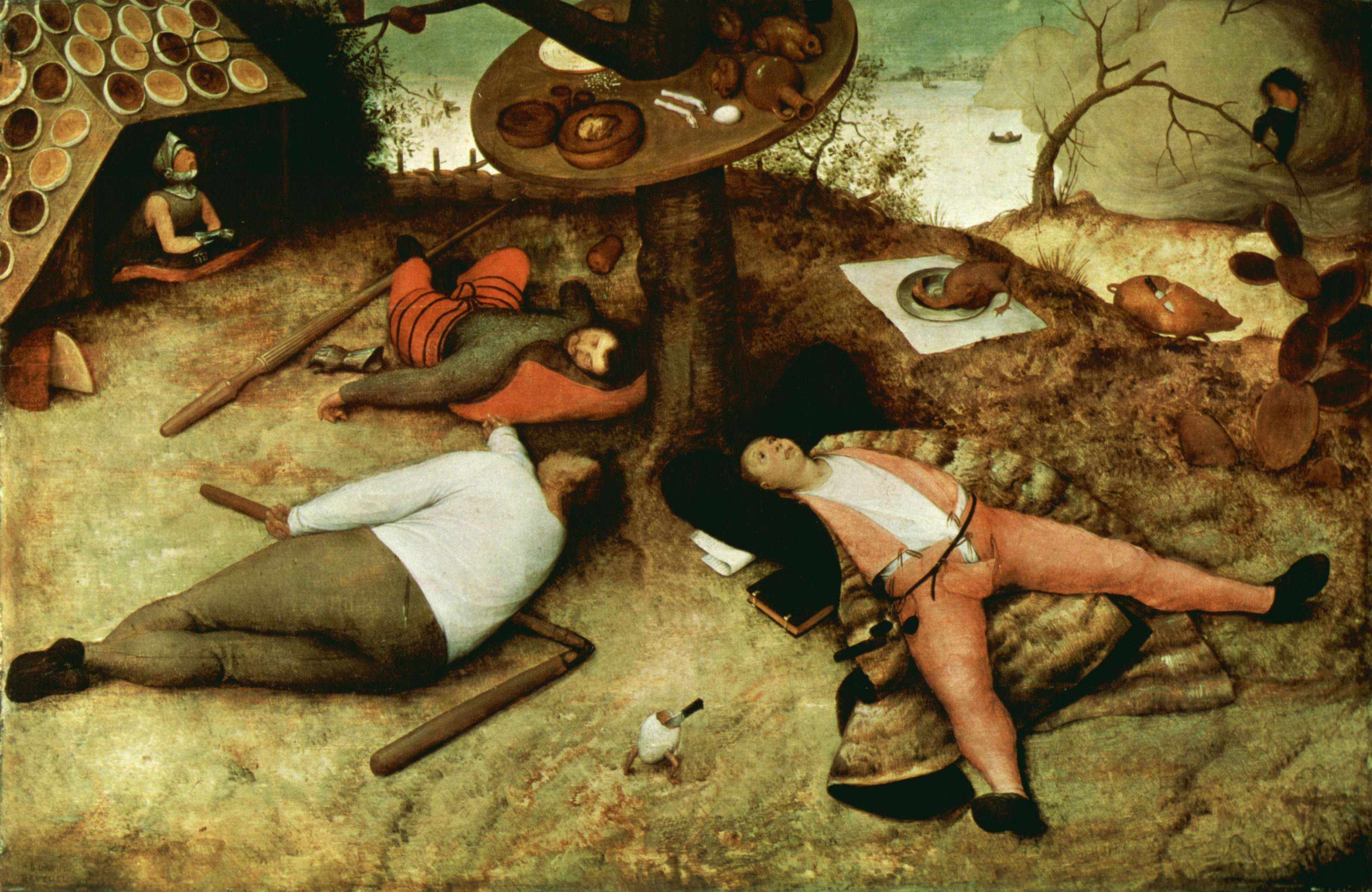
V zemi peciválů (1567)
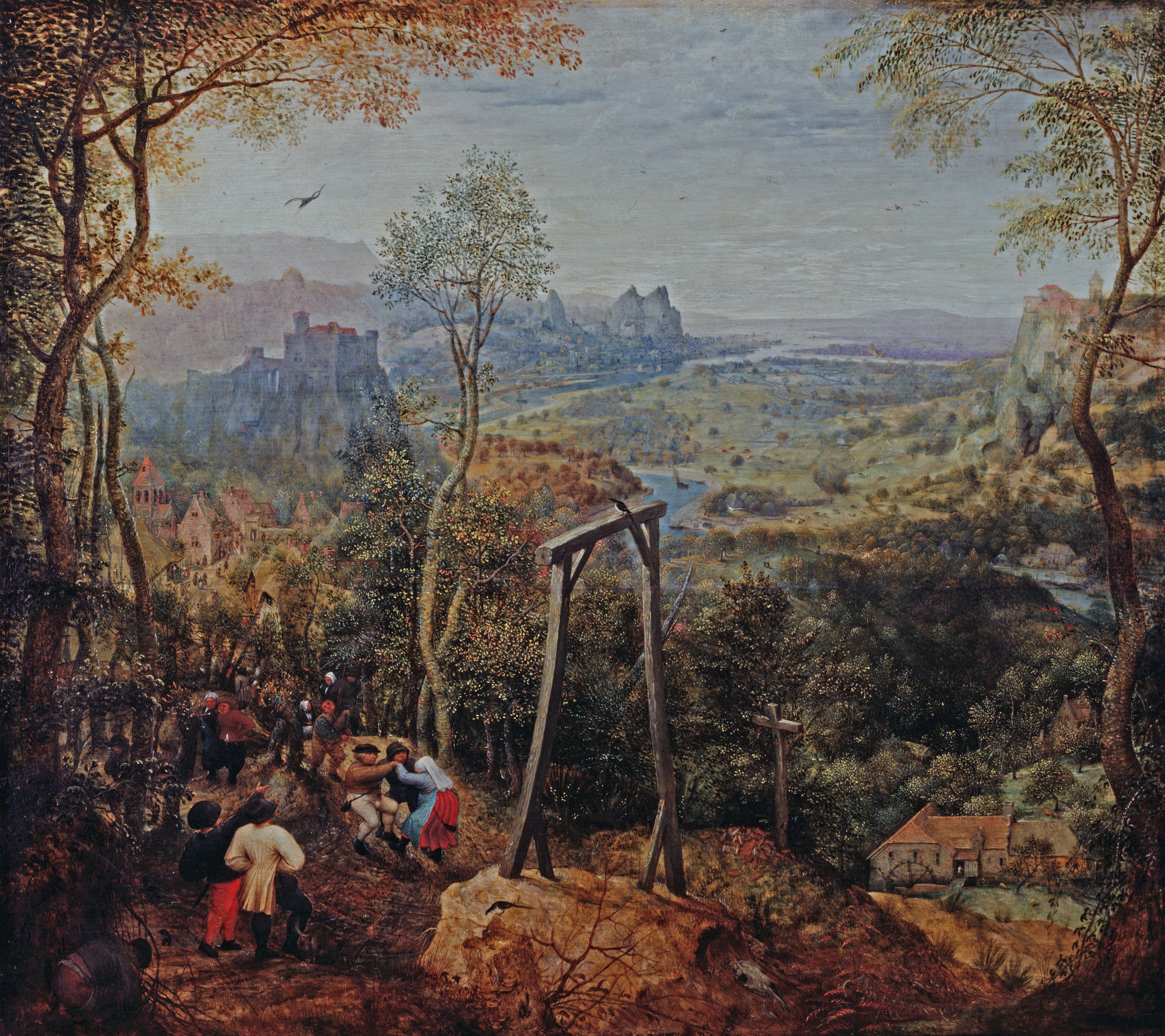
Straka na šibenici (1568)
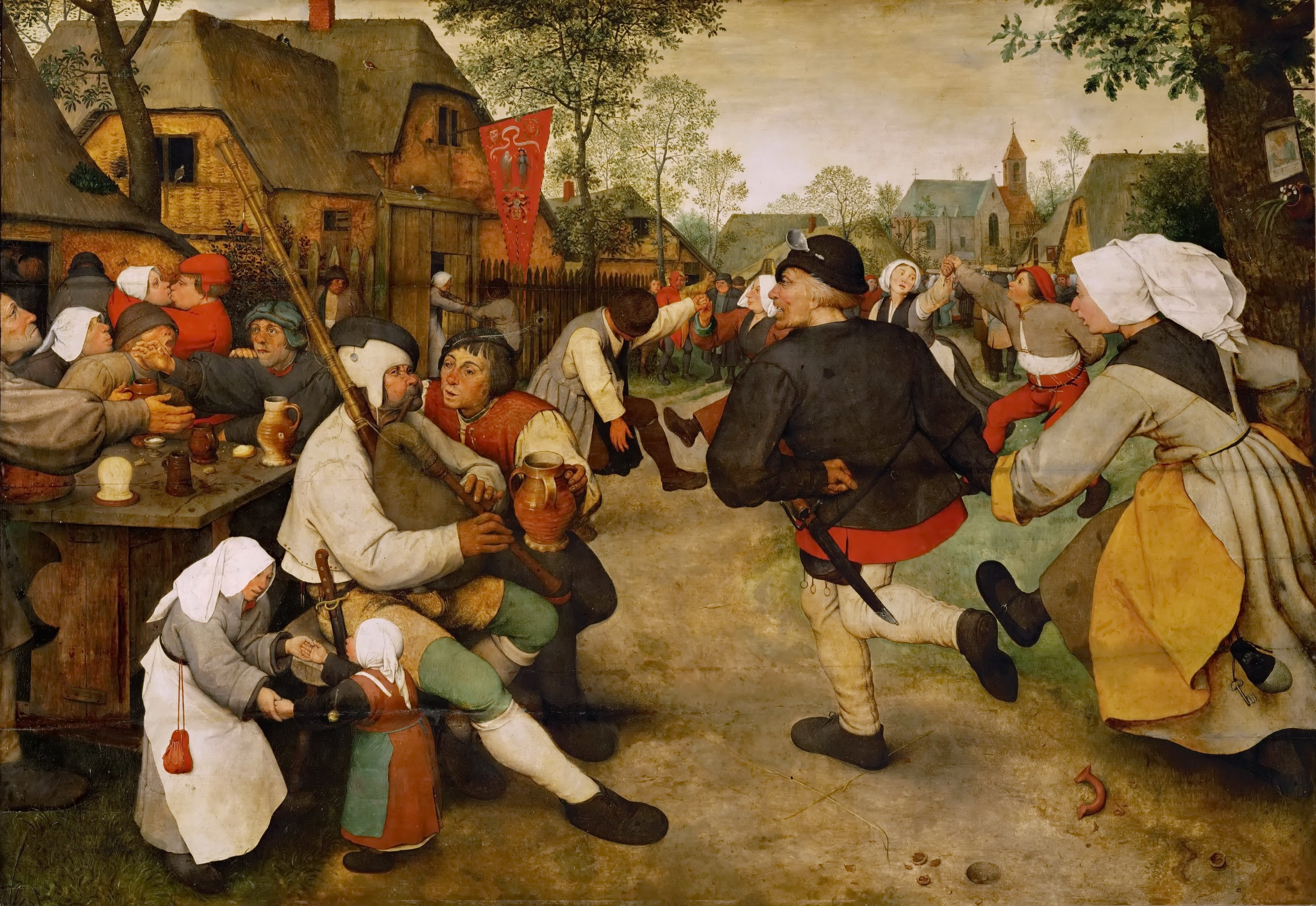
Selský tanec (1568)
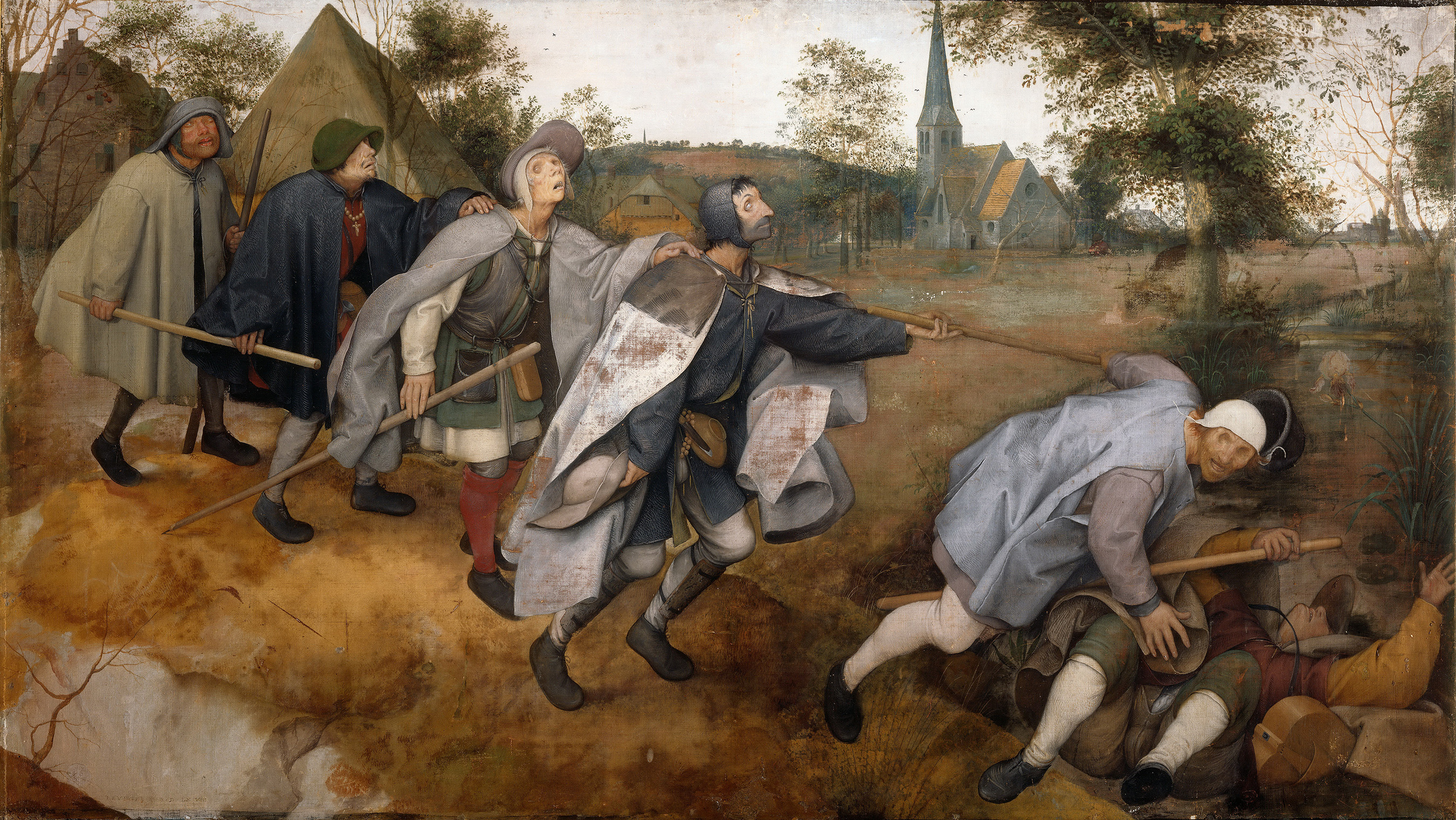
Podobenství o slepcích (1568)
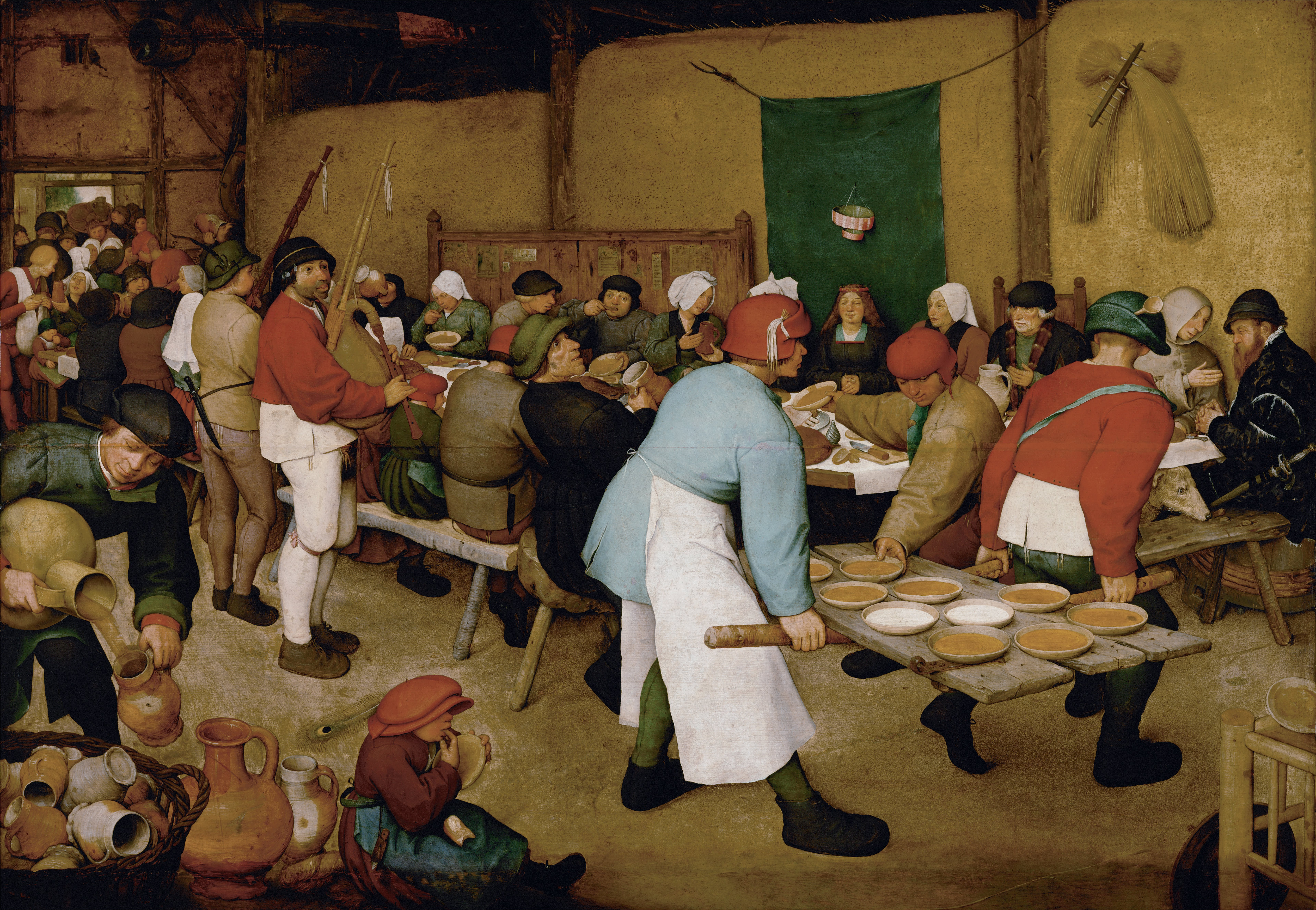
Selská svatba (1568)
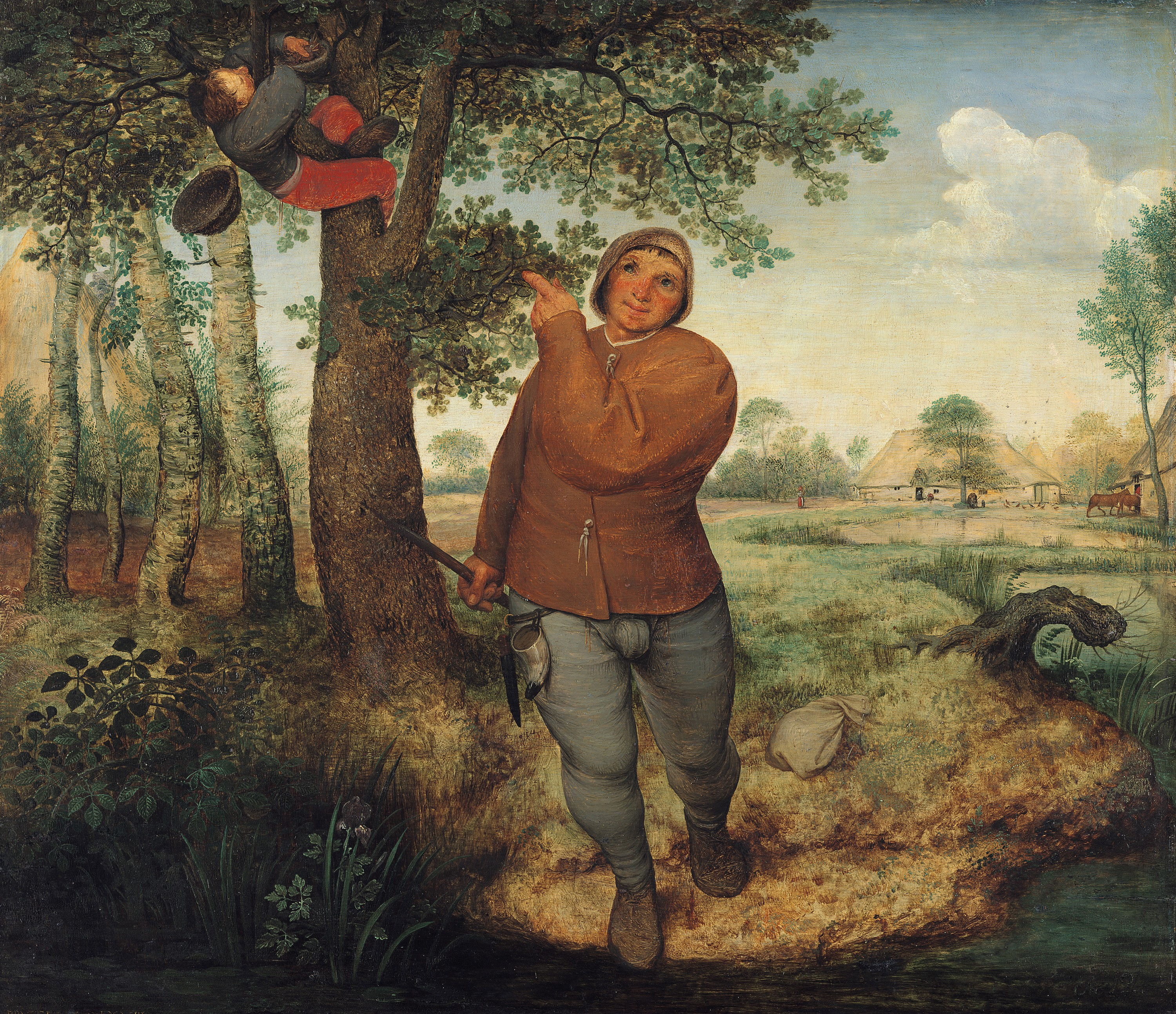
Přísloví o ptačím hnízdě (Sedlák a zloděj ptáků) (1568)
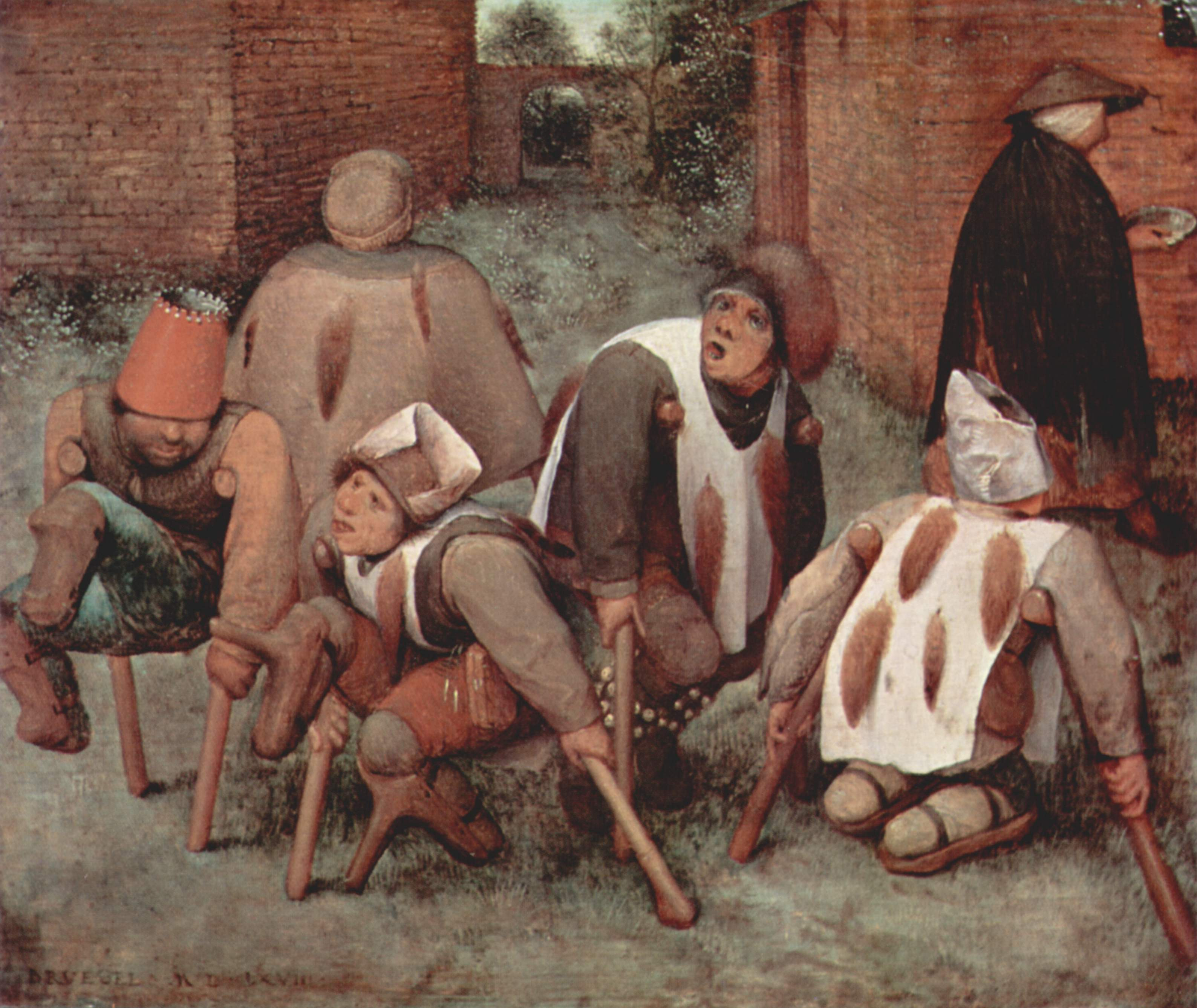
Mrzáci (1568)

## Rodokmen
|  |  |                                    |                                    |                                    |                                    | Pieter Bruegel starší (1525/1530–1569) |                                    |                                 |                                 |                                 |                                 |                                 |                                 |                                 |                                 |                                 |                                 |                                 |                                 |                                 |                                 |                                  |                                  |                                                  |                                                  |                                                  |                                                  |                                                  |                                                  |  |  |                                                    |                                                    |                                                    |                                                    |                                                    |                                                    |
|  |  |                                    |                                    |                                    |                                    |                                        |                                    |                                 |                                 |                                 |                                 |                                 |                                 |                                 |                                 |                                 |                                 |                                 |                                 |                                 |                                 |                                  |                                  |                                                  |                                                  |                                                  |                                                  |                                                  |                                                  |  |  |                                                    |                                                    |                                                    |                                                    |                                                    |                                                    |
|  |  |                                    |                                    |                                    |                                    |                                        |                                    |                                 |                                 |                                 |                                 |                                 |                                 |                                 |                                 |                                 |                                 |                                 |                                 |                                 |                                 |                                  |                                  |                                                  |                                                  |                                                  |                                                  |                                                  |                                                  |  |  |                                                    |                                                    |                                                    |                                                    |                                                    |                                                    |
|  |  |                                    |                                    |                                    |                                    |                                        |                                    |                                 |                                 |                                 |                                 |                                 |                                 |                                 |                                 |                                 |                                 |                                 |                                 |                                 |                                 |                                  |                                  |                                                  |                                                  |                                                  |                                                  |                                                  |                                                  |  |  |                                                    |                                                    |                                                    |                                                    |                                                    |                                                    |
|  |  | Pieter Brueghel mladší (1564–1638) | Pieter Brueghel mladší (1564–1638) | Pieter Brueghel mladší (1564–1638) | Pieter Brueghel mladší (1564–1638) | Pieter Brueghel mladší (1564–1638)     | Pieter Brueghel mladší (1564–1638) |                                 |                                 | Jan Brueghel starší (1568–1625) | Jan Brueghel starší (1568–1625) | Jan Brueghel starší (1568–1625) | Jan Brueghel starší (1568–1625) | Jan Brueghel starší (1568–1625) | Jan Brueghel starší (1568–1625) |                                 |                                 |                                 |                                 |                                 |                                 |                                  |                                  |                                                  |                                                  |                                                  |                                                  |                                                  |                                                  |  |  |                                                    |                                                    |                                                    |                                                    |                                                    |                                                    |
|  |  | Pieter Brueghel mladší (1564–1638) | Pieter Brueghel mladší (1564–1638) | Pieter Brueghel mladší (1564–1638) | Pieter Brueghel mladší (1564–1638) | Pieter Brueghel mladší (1564–1638)     | Pieter Brueghel mladší (1564–1638) |                                 |                                 | Jan Brueghel starší (1568–1625) | Jan Brueghel starší (1568–1625) | Jan Brueghel starší (1568–1625) | Jan Brueghel starší (1568–1625) | Jan Brueghel starší (1568–1625) | Jan Brueghel starší (1568–1625) |                                 |                                 |                                 |                                 |                                 |                                 |                                  |                                  |                                                  |                                                  |                                                  |                                                  |                                                  |                                                  |  |  |                                                    |                                                    |                                                    |                                                    |                                                    |                                                    |
|  |  |                                    |                                    |                                    |                                    |                                        |                                    |                                 |                                 |                                 |                                 |                                 |                                 |                                 |                                 |                                 |                                 |                                 |                                 |                                 |                                 |                                  |                                  |                                                  |                                                  |                                                  |                                                  |                                                  |                                                  |  |  |                                                    |                                                    |                                                    |                                                    |                                                    |                                                    |
|  |  |                                    |                                    |                                    |                                    |                                        |                                    |                                 |                                 |                                 |                                 |                                 |                                 |                                 |                                 |                                 |                                 |                                 |                                 |                                 |                                 |                                  |                                  |                                                  |                                                  |                                                  |                                                  |                                                  |                                                  |  |  |                                                    |                                                    |                                                    |                                                    |                                                    |                                                    |
|  |  |                                    |                                    |                                    |                                    |                                        |                                    | Ambrosius Brueghel (1617–1675)  | Ambrosius Brueghel (1617–1675)  | Ambrosius Brueghel (1617–1675)  | Ambrosius Brueghel (1617–1675)  | Ambrosius Brueghel (1617–1675)  | Ambrosius Brueghel (1617–1675)  |                                 |                                 | Jan Brueghel mladší (1601–1671) | Jan Brueghel mladší (1601–1671) | Jan Brueghel mladší (1601–1671) | Jan Brueghel mladší (1601–1671) | Jan Brueghel mladší (1601–1671) | Jan Brueghel mladší (1601–1671) |                                  |                                  | Anna Brueghel × David Teniers mladší (1610–1690) | Anna Brueghel × David Teniers mladší (1610–1690) | Anna Brueghel × David Teniers mladší (1610–1690) | Anna Brueghel × David Teniers mladší (1610–1690) | Anna Brueghel × David Teniers mladší (1610–1690) | Anna Brueghel × David Teniers mladší (1610–1690) |  |  | Paschasia Brueghel × Hieronymous van Kessel starší | Paschasia Brueghel × Hieronymous van Kessel starší | Paschasia Brueghel × Hieronymous van Kessel starší | Paschasia Brueghel × Hieronymous van Kessel starší | Paschasia Brueghel × Hieronymous van Kessel starší | Paschasia Brueghel × Hieronymous van Kessel starší |
|  |  |                                    |                                    |                                    |                                    |                                        |                                    | Ambrosius Brueghel (1617–1675)  | Ambrosius Brueghel (1617–1675)  | Ambrosius Brueghel (1617–1675)  | Ambrosius Brueghel (1617–1675)  | Ambrosius Brueghel (1617–1675)  | Ambrosius Brueghel (1617–1675)  |                                 |                                 | Jan Brueghel mladší (1601–1671) | Jan Brueghel mladší (1601–1671) | Jan Brueghel mladší (1601–1671) | Jan Brueghel mladší (1601–1671) | Jan Brueghel mladší (1601–1671) | Jan Brueghel mladší (1601–1671) |                                  |                                  | Anna Brueghel × David Teniers mladší (1610–1690) | Anna Brueghel × David Teniers mladší (1610–1690) | Anna Brueghel × David Teniers mladší (1610–1690) | Anna Brueghel × David Teniers mladší (1610–1690) | Anna Brueghel × David Teniers mladší (1610–1690) | Anna Brueghel × David Teniers mladší (1610–1690) |  |  | Paschasia Brueghel × Hieronymous van Kessel starší | Paschasia Brueghel × Hieronymous van Kessel starší | Paschasia Brueghel × Hieronymous van Kessel starší | Paschasia Brueghel × Hieronymous van Kessel starší | Paschasia Brueghel × Hieronymous van Kessel starší | Paschasia Brueghel × Hieronymous van Kessel starší |
|  |  |                                    |                                    |                                    |                                    |                                        |                                    |                                 |                                 |                                 |                                 |                                 |                                 |                                 |                                 |                                 |                                 |                                 |                                 |                                 |                                 |                                  |                                  |                                                  |                                                  |                                                  |                                                  |                                                  |                                                  |  |  |                                                    |                                                    |                                                    |                                                    |                                                    |                                                    |
|  |  |                                    |                                    |                                    |                                    |                                        |                                    |                                 |                                 |                                 |                                 |                                 |                                 |                                 |                                 |                                 |                                 |                                 |                                 |                                 |                                 |                                  |                                  |                                                  |                                                  |                                                  |                                                  |                                                  |                                                  |  |  |                                                    |                                                    |                                                    |                                                    |                                                    |                                                    |
|  |  |                                    |                                    |                                    |                                    | Jan Pieter Brueghel (1628–1664)        | Jan Pieter Brueghel (1628–1664)    | Jan Pieter Brueghel (1628–1664) | Jan Pieter Brueghel (1628–1664) | Jan Pieter Brueghel (1628–1664) | Jan Pieter Brueghel (1628–1664) |                                 |                                 | Abraham Brueghel (1631–1690)    | Abraham Brueghel (1631–1690)    | Abraham Brueghel (1631–1690)    | Abraham Brueghel (1631–1690)    | Abraham Brueghel (1631–1690)    | Abraham Brueghel (1631–1690)    |                                 |                                 | Jan Baptist Brueghel (1647–1719) | Jan Baptist Brueghel (1647–1719) | Jan Baptist Brueghel (1647–1719)                 | Jan Baptist Brueghel (1647–1719)                 | Jan Baptist Brueghel (1647–1719)                 | Jan Baptist Brueghel (1647–1719)                 |                                                  |                                                  |  |  | Jan van Kessel starší (1626–1679)                  | Jan van Kessel starší (1626–1679)                  | Jan van Kessel starší (1626–1679)                  | Jan van Kessel starší (1626–1679)                  | Jan van Kessel starší (1626–1679)                  | Jan van Kessel starší (1626–1679)                  |
|  |  |                                    |                                    |                                    |                                    | Jan Pieter Brueghel (1628–1664)        | Jan Pieter Brueghel (1628–1664)    | Jan Pieter Brueghel (1628–1664) | Jan Pieter Brueghel (1628–1664) | Jan Pieter Brueghel (1628–1664) | Jan Pieter Brueghel (1628–1664) |                                 |                                 | Abraham Brueghel (1631–1690)    | Abraham Brueghel (1631–1690)    | Abraham Brueghel (1631–1690)    | Abraham Brueghel (1631–1690)    | Abraham Brueghel (1631–1690)    | Abraham Brueghel (1631–1690)    |                                 |                                 | Jan Baptist Brueghel (1647–1719) | Jan Baptist Brueghel (1647–1719) | Jan Baptist Brueghel (1647–1719)                 | Jan Baptist Brueghel (1647–1719)                 | Jan Baptist Brueghel (1647–1719)                 | Jan Baptist Brueghel (1647–1719)                 |                                                  |                                                  |  |  | Jan van Kessel starší (1626–1679)                  | Jan van Kessel starší (1626–1679)                  | Jan van Kessel starší (1626–1679)                  | Jan van Kessel starší (1626–1679)                  | Jan van Kessel starší (1626–1679)                  | Jan van Kessel starší (1626–1679)                  |

K ostatním členům rodiny patří Pieter Coecke van Aelst a Mayken Verhulst (tchán a tchyně Pietera Brueghela), Jan van Kessel starší (vnuk Jana Brueghela staršího) a Jan van Kessel mladší. Přes Davida Tenierse jsou také spřízněni s malířskou rodinou Teniersů a sochařskou a malířskou rodinou Quellinů, protože Jan-Erasmus Quellinus se oženil s Cornelií, dcerou Davida Tenierse mladšího.

## Výstavy
- Bruegel : Die weltweit erste große monographische Ausstellung über Pieter Bruegel d.Ä., výstava k 450. výročí úmrtí, Uměleckohistorické muzeum, Vídeň, od 2. října 2018 do 13. ledna 2019.[16][17]